# SD-Karte

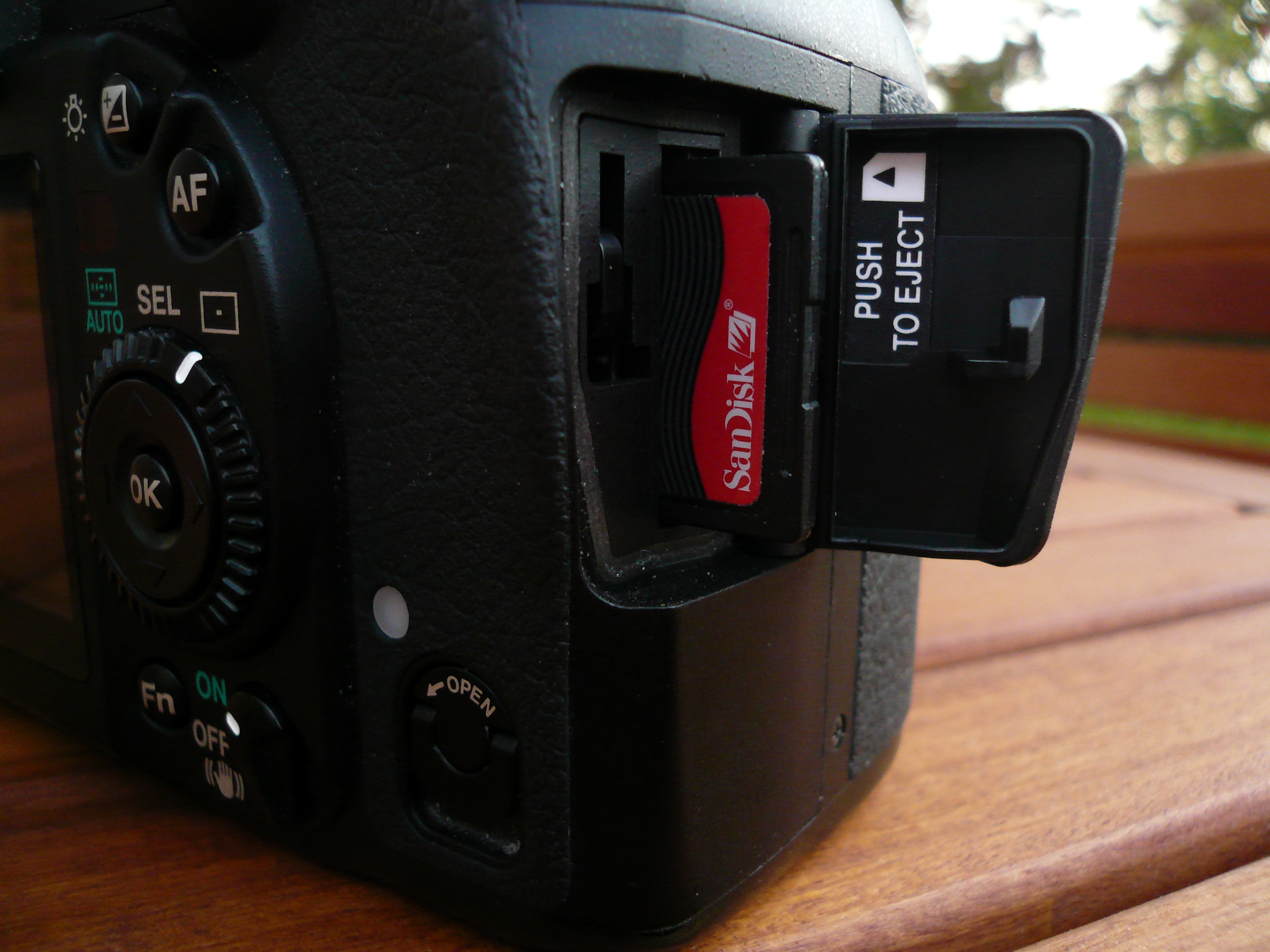
SD-Karte in einer Spiegelreflexkamera

Eine SD-Karte (von englisch Secure Digital Memory Card ‚sichere digitale Speicherkarte‘) ist ein digitales Speichermedium, das nach dem Prinzip der Flash-Speicherung arbeitet.
Die SD-Karte wurde im Jahr 2001 von SanDisk, Toshiba und Panasonic auf Basis des MMC-Standards v2.11 entwickelt. Der Name leitet sich von Hardware-Funktionen für die Digitale Rechteverwaltung (DRM) ab. Mittels eines im geschützten Speicherbereich abgelegten Schlüssels soll die Karte das unrechtmäßige Abspielen geschützter Mediendateien verhindern. Die Verschlüsselung erfolgt nach dem CPRM-Verfahren des 4C Entity Konsortiums, das in ähnlicher Weise (CPPM) auch bei DVD-Audio benutzt wird.
Die industrielle Spezifikation steht unter Verschluss und kann nur von den zahlenden Lizenznehmern der SD-Karten-Vereinigung eingesehen werden. Diese Vereinigung hatte nach eigenen Angaben 2020 weltweit etwa 900 Mitglieder mit 460 Handels- bzw. Firmenmarken. Unabhängig davon ist jedoch ein Teil der Zugriffsprotokolle ohne Zugang zum geschützten Speicherbereich offengelegt. Eine internationale Norm durch Gremien der IEC oder der ISO existiert nicht.
Vom Host (Kartenlesegerät, Digitalkamera, Handy usw.) kann entweder mit dem Serial Peripheral Interface (SPI) oder dem proprietären SD-Bus-Protokoll auf die SD-Karte zugegriffen werden (siehe dazu mehr unter Schnittstelle). Das SPI unterstützt im Gegensatz zum SD-Bus-Modus jedoch weder neuere Funktionen noch eine Übertragungsgeschwindigkeit entsprechend der Geschwindigkeitsklasse der benutzten SD-Karte.

## Abmessungen

SD-Speicherkarten. Von oben: SD Card, miniSD, microSD (bis 2005 TransFlash)

### SD-Karte
Die Speicherkarte besitzt einen integrierten Controller, ist 24 mm × 32 mm × 2,1 mm groß und hatte ursprünglich eine Kapazität von 8 Megabyte. Nachfolgende Modelle verdoppelten den Speicherplatz jeweils (16, 32, … MB), so dass Kapazitäten von bis zu 1 Terabyte verfügbar sind. Ausnahmen von diesem Schema existieren allerdings ebenso.
An der Seite einer SD-Karte befindet sich ein kleiner Schieber für den Schreibschutz. Die Stellung dieses Schiebers kann durch einen Schaltkontakt im Kartenhalter erfasst und per Geräte-Software ausgewertet werden. Wenn der Schieber in Richtung Kartenkontakte steht, signalisiert das die Freigabe für Schreibzugriffe. Die Stellung des Schiebers wird nicht von der Karte selbst erkannt, die Karte kann also nicht selbst Schreibzugriffe verweigern, wenn der Nutzer diesen Wunsch mittels Schieber ausdrückt, sondern es liegt stets in der Gewalt des Schreib-Lese-Gerätes, diesen Nutzerwunsch zu realisieren.

### miniSD-Karte

Logo der miniSD-Karte

Für kleine Geräte wurde die miniSD entwickelt. Sie ist mit 20 mm × 21,5 mm × 1,4 mm etwa halb so groß wie die SD-Card. Diese kleinen Karten wurden mit einer Speicherkapazität bis 16 GB (miniSDHC) angeboten. Mit Hilfe eines häufig beim Kauf mitgelieferten Adapters können sie auch in normalen SD-Einschüben benutzt werden. Da die Produktion seit September 2009 eingestellt ist, ist die Karte aus dem Verkauf verschwunden. Insgesamt waren Geräte, die mit miniSD-Karten betrieben werden, nicht sehr verbreitet. Sie können stattdessen microSD-Speicherkarten über einen Adapter benutzen.

### microSD-Karte

Logo der microSD-Karte

Die microSD-Karte (ehemals unter dem Namen TransFlash bekannt) ist nochmals kleiner als die miniSD. Mit 11 mm × 15 mm × 1,0 mm hat sie gerade die Größe eines Fingernagels und war 2011 die kleinste Flash-ROM-Speicherkarte der Welt. Die erste für den Massenmarkt produzierte microSD-Karte mit einer Speicherkapazität von 1 TB erschien im April 2019 von Sandisk und war für ca. 500 € erhältlich. Die Leserate wurde vom Hersteller mit 160 MB/s angegeben, die Schreibrate mit 90 MB/s.
microSD-Karten nach dem UHS-II-Standard verfügen über eine Reihe zusätzlicher Kontakte.

### Adapter
microSD-Karten lassen sich auf das miniSD- oder SD-Kartenformat adaptieren, ebenso miniSD auf SD. Adapter auf das SD-Format werden bei den kleineren Karten meist mitgeliefert. Sie ermöglichen die elektrische Verbindung zwischen den Kontakten und enthalten keine elektronischen Bauteile. Zum Adaptieren auf andere Speicherkartentypen gibt es Adapter mit elektronischen Bauteilen.

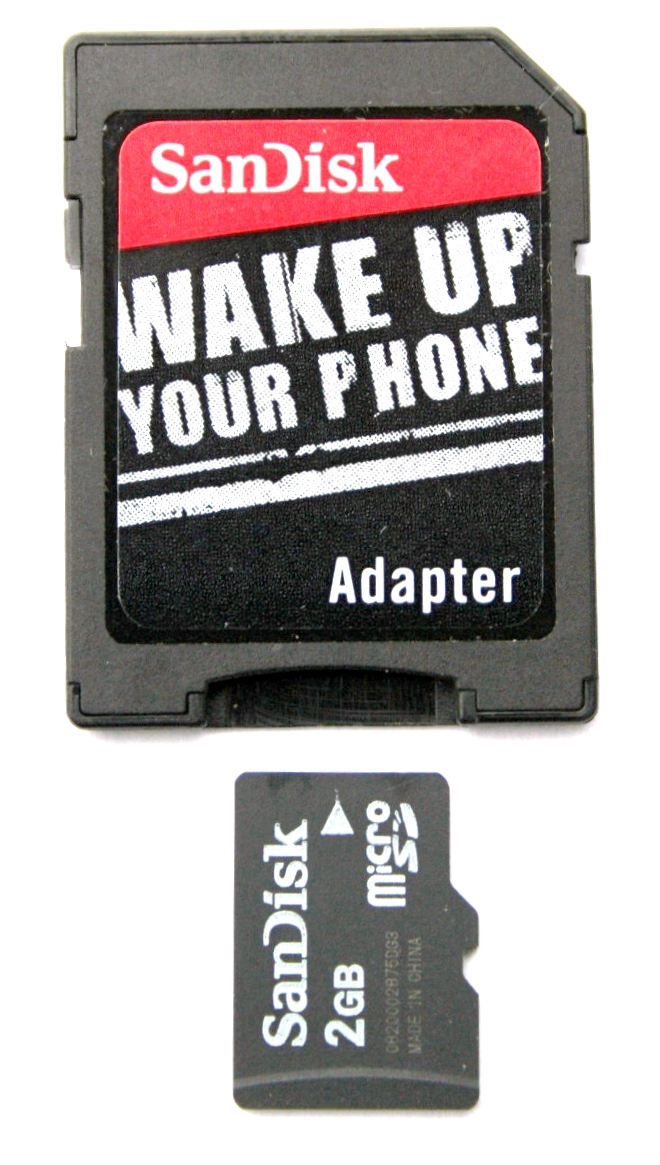
microSD-Karte mit Adapter
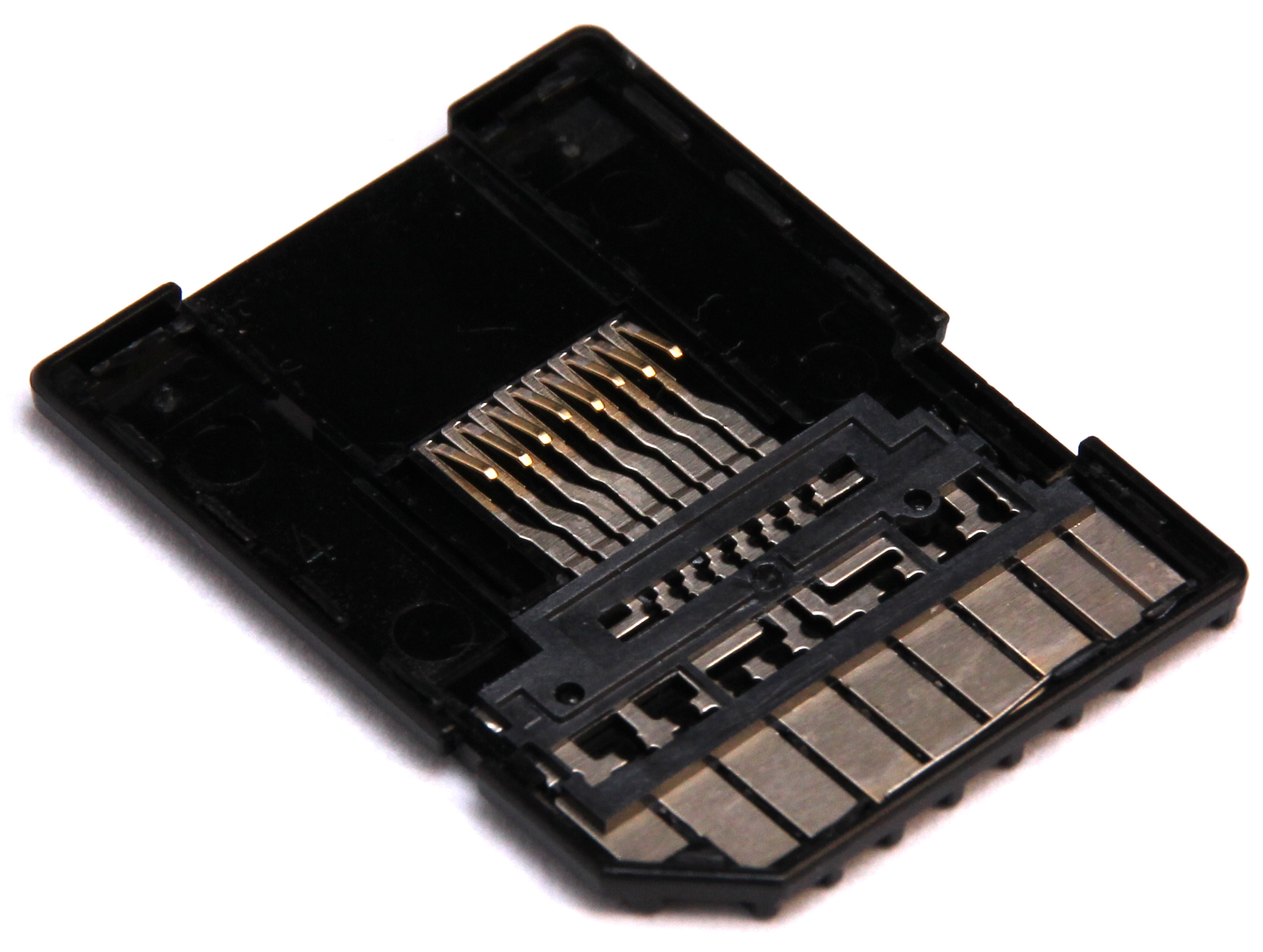
Geöffneter microSD-Adapter
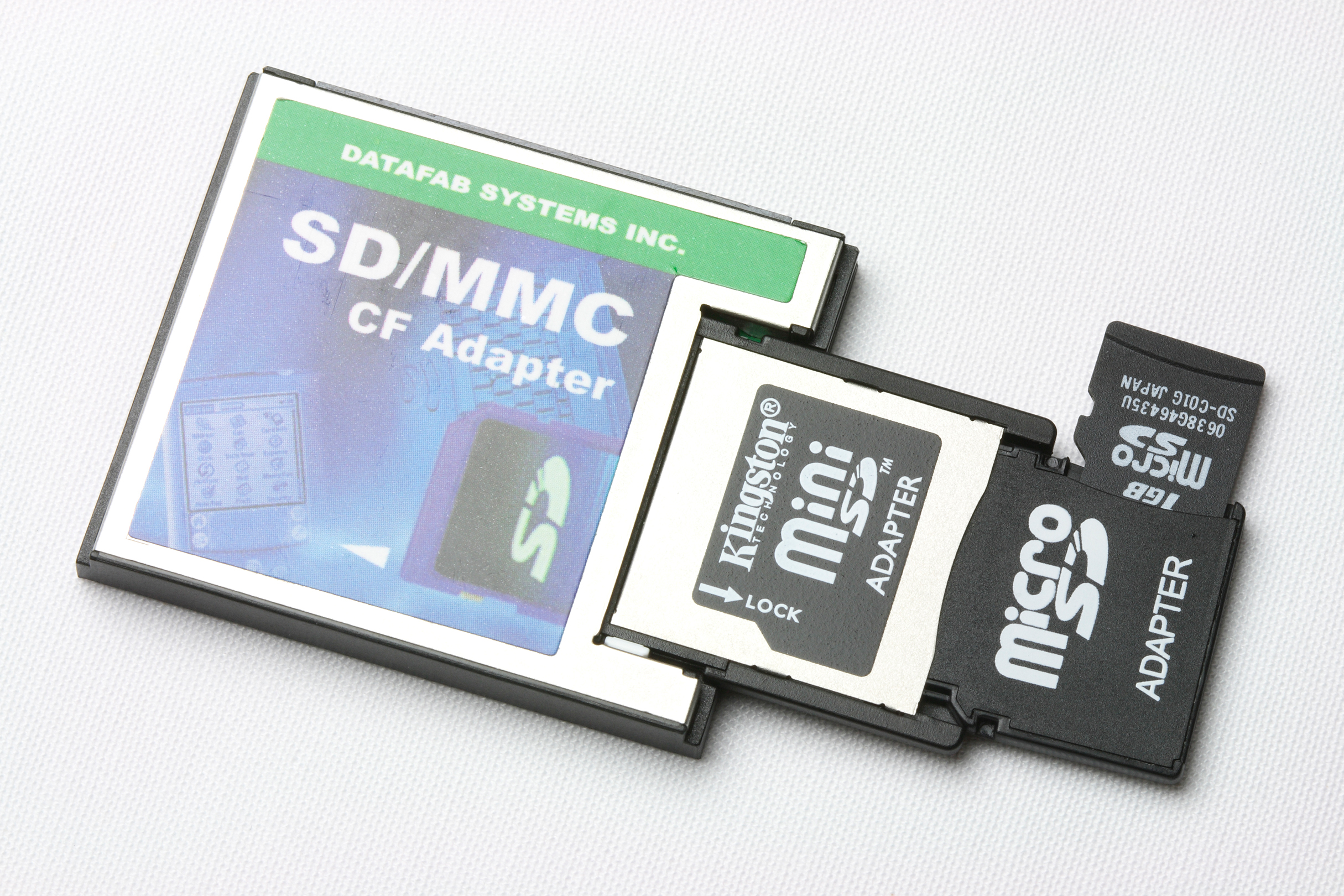
Verschiedene Adapter: MicroSD auf miniSD miniSD auf SD SD auf CompactFlash
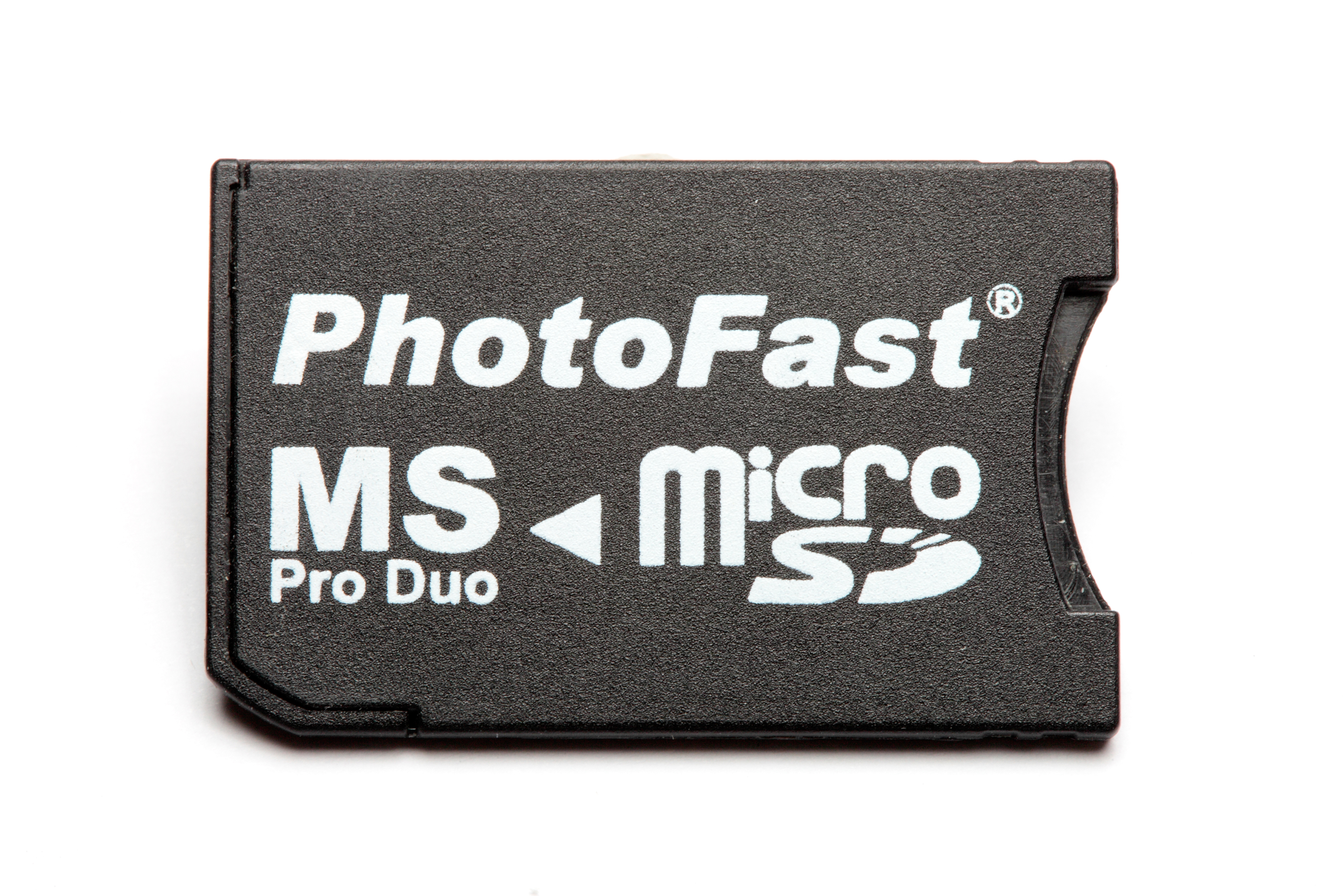
Adapter microSD auf Memory Stick

## Schnittstelle

### Befehlsschnittstelle
Die Befehlsschnittstelle ist eine Erweiterung der MMC-Schnittstelle v2.11. SD-Karten fehlt die Unterstützung für einige Befehle im MMC-Protokoll. Wenn vom Host nur Befehle verwendet werden, die von beiden Standards unterstützt werden, kann ein Hostgerät sowohl SD- als auch MMC-Karten verarbeiten.
SD-Karten und Host-Geräte kommunizieren zunächst über eine 1-Bit-Schnittstelle, bei der das Hostgerät ein Taktsignal bereitstellt, das einzelne Bits in und aus der SD-Karte schiebt. Das Hostgerät sendet dabei 48-Bit-Befehle und empfängt Antworten. Die Karte kann signalisieren, dass eine Antwort verzögert wird, aber das Hostgerät kann den Dialog abbrechen.
Durch verschiedene Befehle kann das Hostgerät
- den Typ, die Speicherkapazität und die unterstützten Funktionen der SD-Karte auslesen;
- der Karte befehlen, eine andere Spannung, eine andere Taktfrequenz oder eine erweiterte elektrische Schnittstelle zu verwenden;
- einen Block für einen Schreibbefehl reservieren, Daten für eine Schreiboperation auf diesen Block senden;
- den Inhalt eines Blocks anfordern und auslesen.

Alle SD-Kartenfamilien verwenden zunächst eine elektrische 3,3-Volt-Schnittstelle. Auf Befehl können SDHC- und SDXC-Karten auf 1,8-V-Betrieb umschalten, sofern sie dafür ausgestattet sind.
Beim ersten Einschalten oder Einlegen der Karte wählt das Hostgerät entweder den SPI-Bus- oder den synchronen 1-Bit-SD-Bus-Modus mit dem Spannungspegel an Pin 1 aus. Danach kann das Hostgerät, sofern die SD-Karte das unterstützt, den Befehl zum Wechseln in den 4-Bit-SD-Bus-Modus ausgeben. Je nach Kartentyp ist die Unterstützung des 4-Bit-SD-Bus-Modus optional oder obligatorisch.
Nachdem das Hostgerät festgestellt hat, dass die SD-Karte es unterstützt, kann es der SD-Karte auch befehlen, auf eine höhere Übertragungsgeschwindigkeit umzuschalten. Bis zur Bestimmung der Funktionen der Karte sollte das Hostgerät keine Taktfrequenz von mehr als 400 kHz verwenden. Andere SD-Karten als SDIO haben eine Default-Speed-Taktrate von 25 MHz. Das Hostgerät muss nicht die maximale Taktrate verwenden, die die Karte unterstützt. Es kann mit weniger als der maximalen Taktrate arbeiten, um Strom zu sparen. Zwischen Befehlen kann das Hostgerät das Taktsignal deaktivieren.

### Übertragungsmodi
Die SD-Spezifikation definiert im SD-Bus eine 4-Bit-Übertragung. Durch das parallele Übertragen mehrerer Bits mit jedem Taktimpuls wird eine entsprechend erhöhte Übertragungsrate erreicht. Bei erweiterten SD-Familien wurde auch die Geschwindigkeit erhöht, indem höhere Taktfrequenzen, Double Data Rate (DDR) und Low Voltage Differential Signaling (LVDS) angeboten wird.
Karten können verschiedene Kombinationen der folgenden Bustypen und Übertragungsmodi unterstützen. Der SPI-Busmodus und der 1-Bit-SD-Busmodus sind für alle SD-Familien obligatorisch. Sobald das Host-Gerät und die SD-Karte einen Busschnittstellenmodus ausgehandelt haben, ist die Verwendung der Pins der ersten Reihe für alle Kartengrößen gleich.
SPI-Bus-ModusDer Serial Peripheral Interface Bus wird hauptsächlich von eingebetteten Mikrocontrollern verwendet. Dieser Bustyp unterstützt nur eine 3,3-Volt-Schnittstelle. Das ist der einzige Bustyp, für den keine Host-Lizenz erforderlich ist. Hosts (Lesegeräte) mit SPI-Modus unterstützen i. d. R. die anderen Modi nicht.
1-Bit-SD-Bus-ModusSeparater Befehls- und Datenkanal und ein proprietäres Übertragungsformat. Hosts mit diesem Modus unterstützen aufgrund der höheren Datenrate i. d. R. den SPI-Modus nicht.
4-Bit-SD-Bus-ModusVerwendet zwei zusätzliche Pins sowie einen neu zugewiesenen Pin. Es ist das gleiche Protokoll wie beim 1-Bit-SD-Bus-Modus, jedoch werden statt nur einer nun vier Datenleitungen verwendet, wodurch die Datenübertragungsrate erhöht wird. Alle SD-Karten unterstützen diesen Modus. Er wird entsprechend der Datenübertragungsrate, welche i. d. R. durch höhere Taktfrequenz erreicht wird, auch in DS (englisch Default Speed ‚Standardgeschwindigkeit‘) mit 25 MHz, HS (englisch High Speed ‚Hohe Geschwindigkeit‘) mit 50 MHz und UHS-I (englisch Ultra High Speed I ‚extrem hohe Geschwindigkeit 1‘) mit bis zu 208 MHz unterteilt. UHS-I verwendet einem Fall DDR zur Erhöhung der Datenrate. Auch UHS-II und UHS-III erfordern diesen Bustyp.
UHS-II-Bus-Modusbenutzt eine zusätzliche elektrische Schnittstelle (siehe UHS-II-Bus-Interface). Sie besteht aus drei Leitungspaaren (englisch three Lanes): RCLK, D0 und D1 und verwendet zwei LVDS-Schnittstellen (Bitraten-Segmente) zum Übertragen von Befehlen und Daten.
UHS-III-Bus-ModusDie UHS-III-Schnittstelle ist mit UHS-II kompatibel. Sie besteht ebenfalls aus drei differenziellen Signalleitungspaaren (englisch differential signaling lanes): RCLK, D0 und D1. Befehls-, Daten- und andere Pakete oder Symbole werden von den Leitungen D0 (im Wesentlichen vom Host zur SD-Speicherkarte) und D1 (im Wesentlichen von der SD-Speicherkarte zum Host) übertragen. In UHS-III stehen vier Bitraten-Segmente zur Verfügung, die als Bereiche bezeichnet werden. Die Bereiche A und B wurden bereits in UHS-II eingeführt.
SD-Express ModusDer SD-Express Modus benutzt das PCIe-Protokoll zur Datenübertragung.
(siehe Tabelle #Busgeschwindigkeiten)

### Anschlüsse

#### SD-Bus-Interface
Die physische Schnittstelle bis einschließlich UHS-I (SD Bus I/F) besteht aus neun Pins; von den elf Pins bei der miniSD-Karte sind zwei nicht verbunden und bei der microSD-Karte entfällt einer der beiden Masse-Pins. Die Kontakte (SD-Karten 9 Pins, miniSD-Karten 11 Pins und microSD-Karten 8 Pins) sind in einer Reihe an der Unterseite der Karte.
| Pin | Pin    | Pin     | SD-Bus-Modus | SD-Bus-Modus | SD-Bus-Modus                           | SPI-Modus | SPI-Modus | SPI-Modus                      |  |
| SD  | miniSD | microSD | Name         | Typ          | Beschreibung                           | Name      | Typ       | Beschreibung                   |  |
| 1   | 1      | 2       | CD / DAT3    | I/O/PP       | Kartenerkennung / Datenleitung [Bit 3] | CS        | I         | Chip Select (active low)       |  |
| 2   | 2      | 3       | CMD          | PP           | Befehl und Antwort                     | DI/MOSI   | I         | Data In / Master Out Slave In  |  |
| 3   | 3      | –       | GND1/VSS1    | S            | Masse                                  | GND/VSS   | S         | Masse                          |  |
| 4   | 4      | 4       | VDD          | S            | Stromversorgung (DC 2,7…3,6 V)         | VDD       | S         | Stromversorgung (DC 2,7…3,6 V) |  |
| 5   | 5      | 5       | CLK          | I            | Takt                                   | SCLK      | I         | Takt                           |  |
| 6   | 6      | 6       | GND2/VSS2    | S            | Masse                                  | GND2/VSS2 | S         | Masse                          |  |
| 7   | 7      | 7       | DAT0         | I/O/PP       | Datenleitung [Bit 0]                   | DO/MISO   | O/PP      | Data Out / Master In Slave Out |  |
| 8   | 8      | 8       | DAT1         | I/O/PP       | Datenleitung [Bit 1]                   | RSV       |           | reserviert                     |  |
| 9   | 9      | 1       | DAT2         | I/O/PP       | Datenleitung [Bit 2]                   | RSV       |           | reserviert                     |  |
| –   | 10     | –       | NC           |              | reserviert                             | RSV       |           | reserviert                     |  |
| –   | 11     | –       | NC           |              | reserviert                             | RSV       |           | reserviert                     |  |

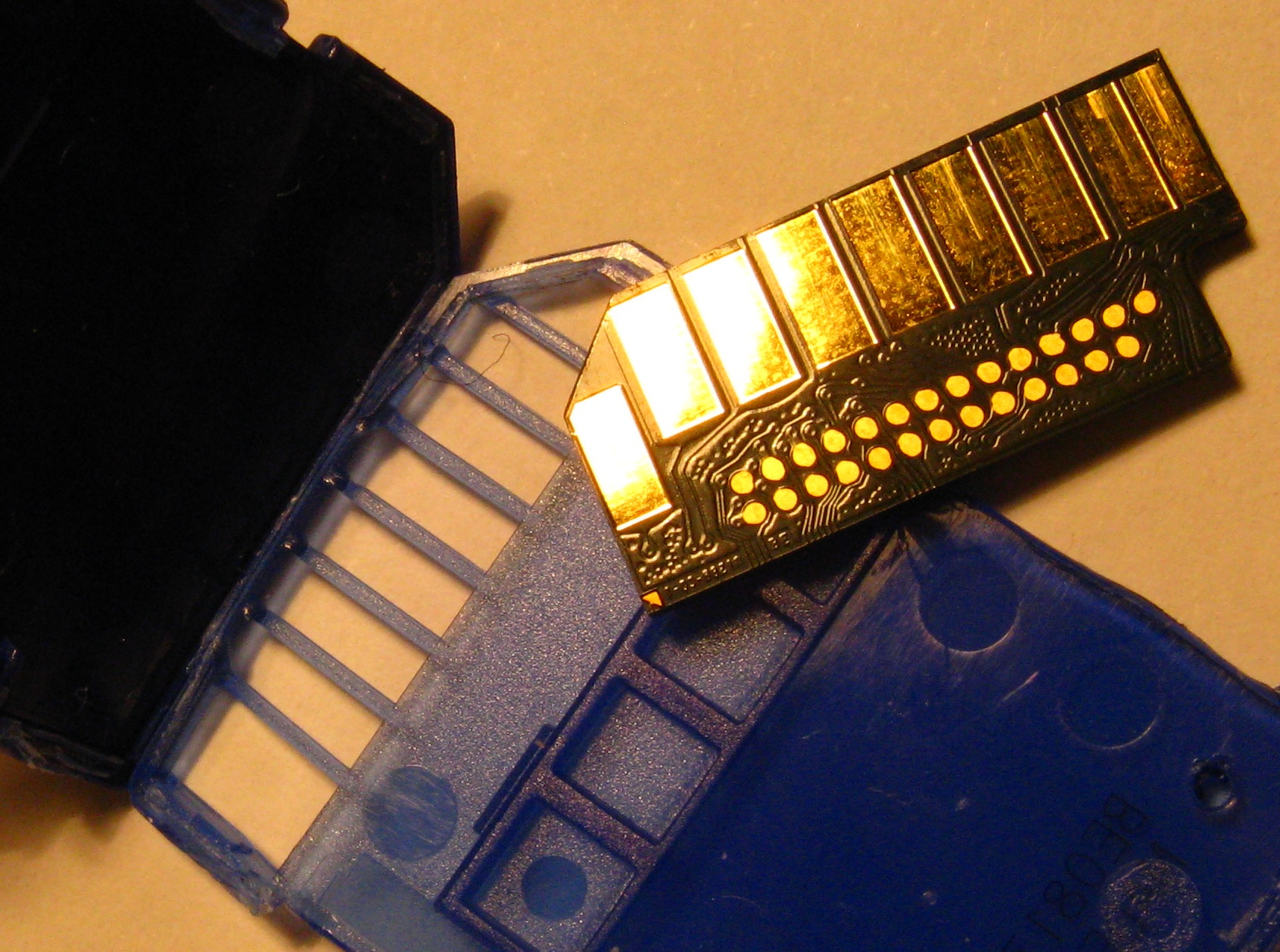
Kontakte einer geöffneten SD-Karte
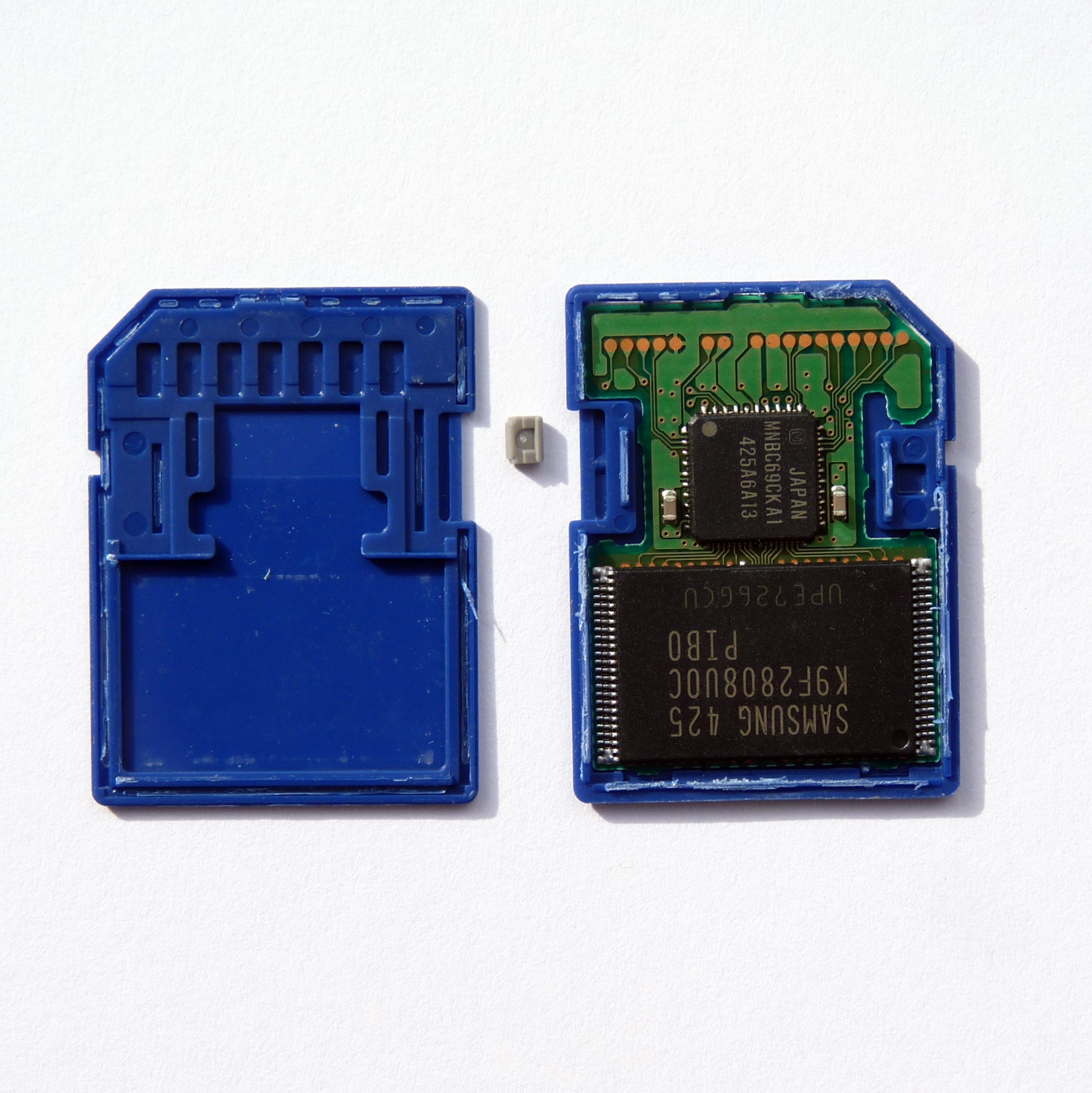
Geöffnete SD-Karte (Panasonic, 16 MB)
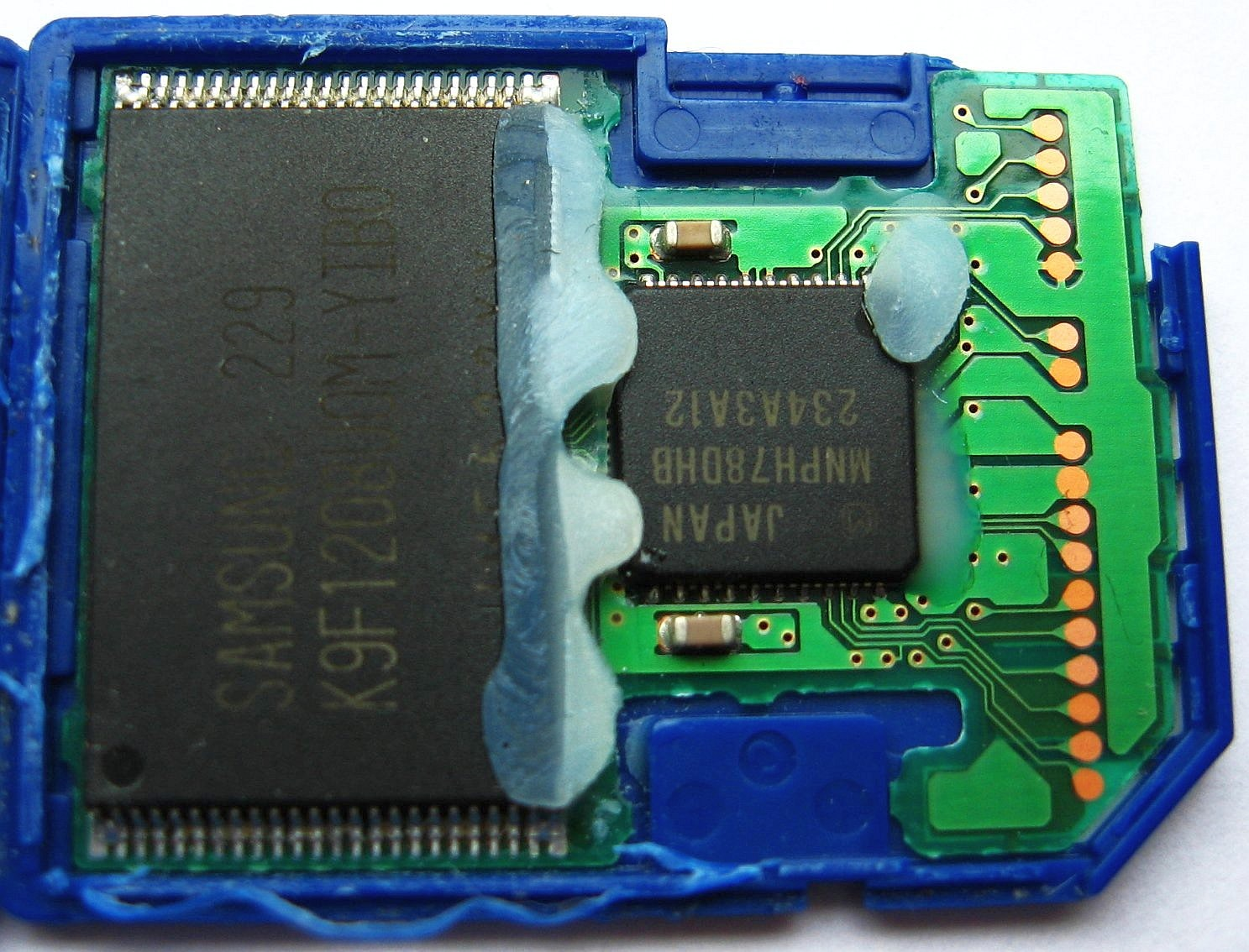
SD-Platine (Panasonic, 64 MB), Anfang 2000er Jahre.
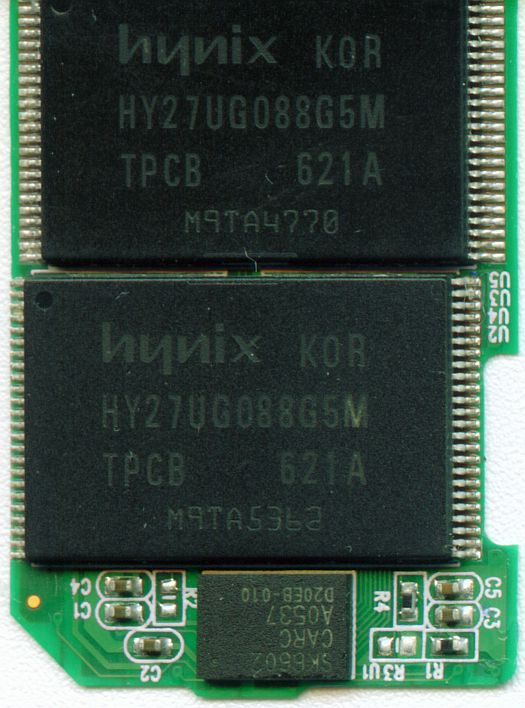
SD-Platine (2 GB) mit zwei Speicherchips

#### UHS-II-Bus-Interface
UHS-II- und UHS-III-Speicherkarten haben zusätzlich zum SD-Bus-Interface das UHS-II-Bus-Interface.
Die erste Kontaktreihe beinhaltet wie bisher das SD-Bus-Interface und unterstützt alle Modi bis einschließlich UHS-I.
SD-Karten des Standards UHS-II und UHS-III haben in einer darunterliegenden Reihe weitere acht Pins (Bus UHS-II I/F) Bei Full-Size-Karten ist das Pin 10–17. Sie beinhalten die LVDS-Schnittstelle. Statt der bisherigen 1,8- bzw. 3,3-V-Signale wird mit 26 bis 52 MHz Referenztakt und Multiplikatoren mit 0,4 V Signalspannung gearbeitet, wodurch die Leistungsaufnahme der Karten enorm gesenkt wurde. Nach Umschaltung in den UHS-II- bzw. UHS-III-Modus werden von der ersten Kontaktreihe nur noch die Kontakte 4, 7 und 8 zur Stromübertragung bzw. Signalgebung benutzt.

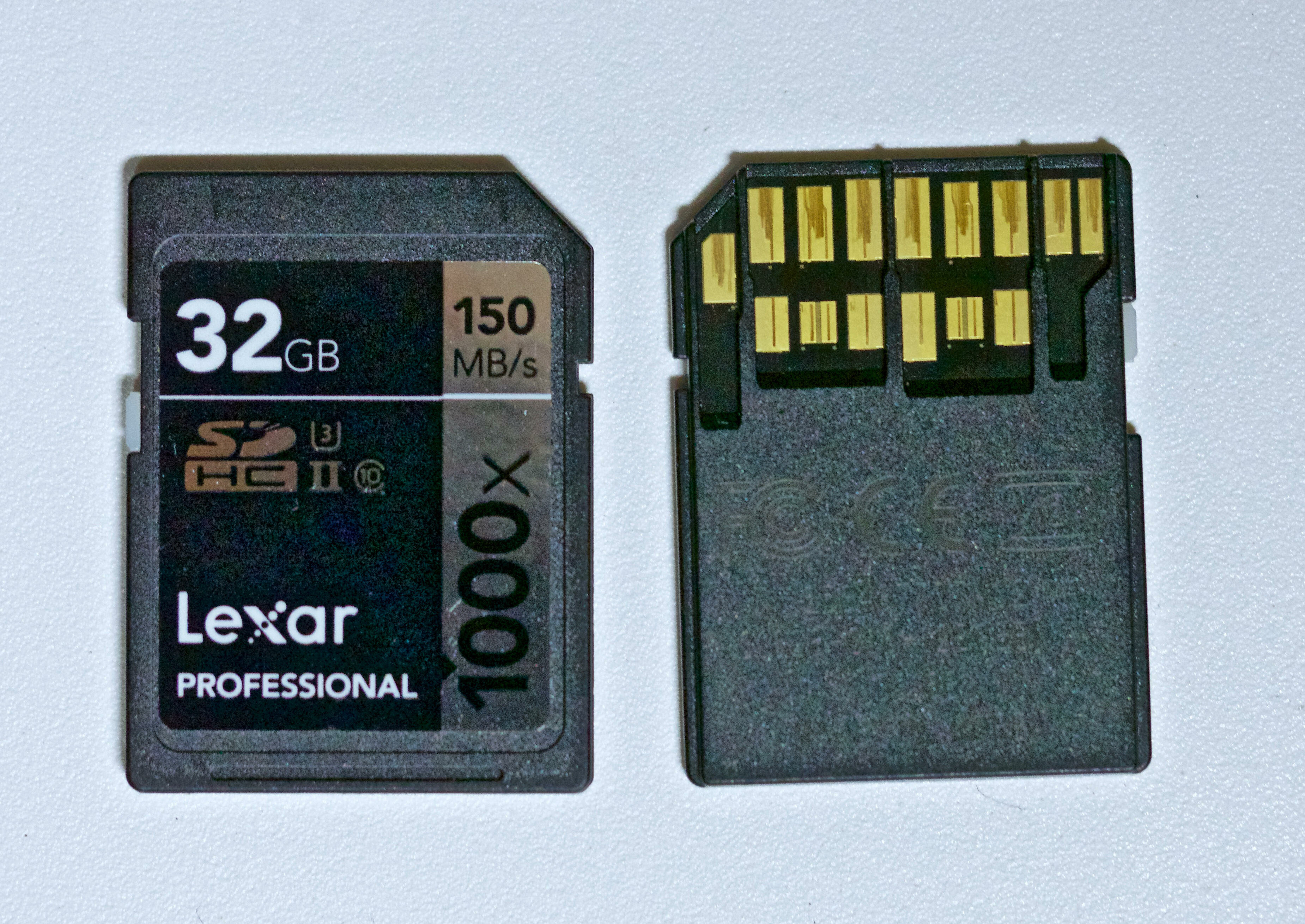
Vorder- und Kontaktseite einer 32GB SDXC UHS-II/U3-SD-Karte
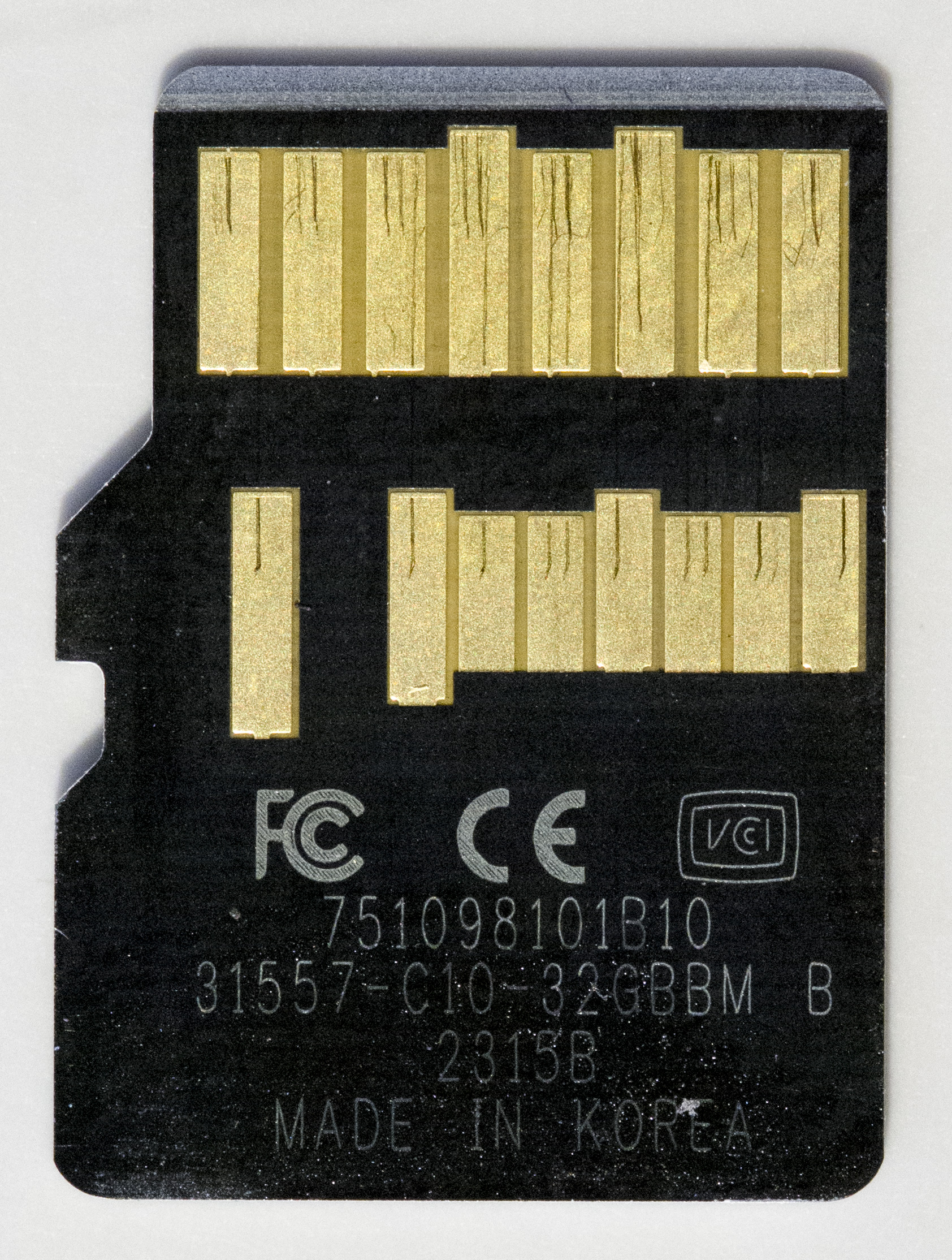
Kontaktseite einer microSDHC UHS-II-Karte

#### PCIe-Bus-Interface
SD-Express-Speicherkarten haben zusätzlich zur SD-Bus-Schnittstelle eine PCIe-Bus-Schnittstelle. Die erste Kontaktreihe beinhaltet wie bisher die SD-Bus-Schnittstelle und unterstützt alle Modi bis einschließlich UHS-I. Die zweite und ggf. die dritte Kontaktreihe umfassen die physische PCIe-Bus-Schnittstelle. Die zweite Kontaktreihe ist äußerlich identisch mit den Pins der UHS-II-Bus-Schnittstelle; beide Schnittstellen sind jedoch nicht zueinander kompatibel, so dass die Modi UHS-II und UHS-III von diesen Karten nicht unterstützt werden. Wird eine solche Karte in einem UHS-II oder UHS-Gerät verwendet, so beschränkt sich der Datenaustausch auf die langsamere UHS-I Schnittstelle.

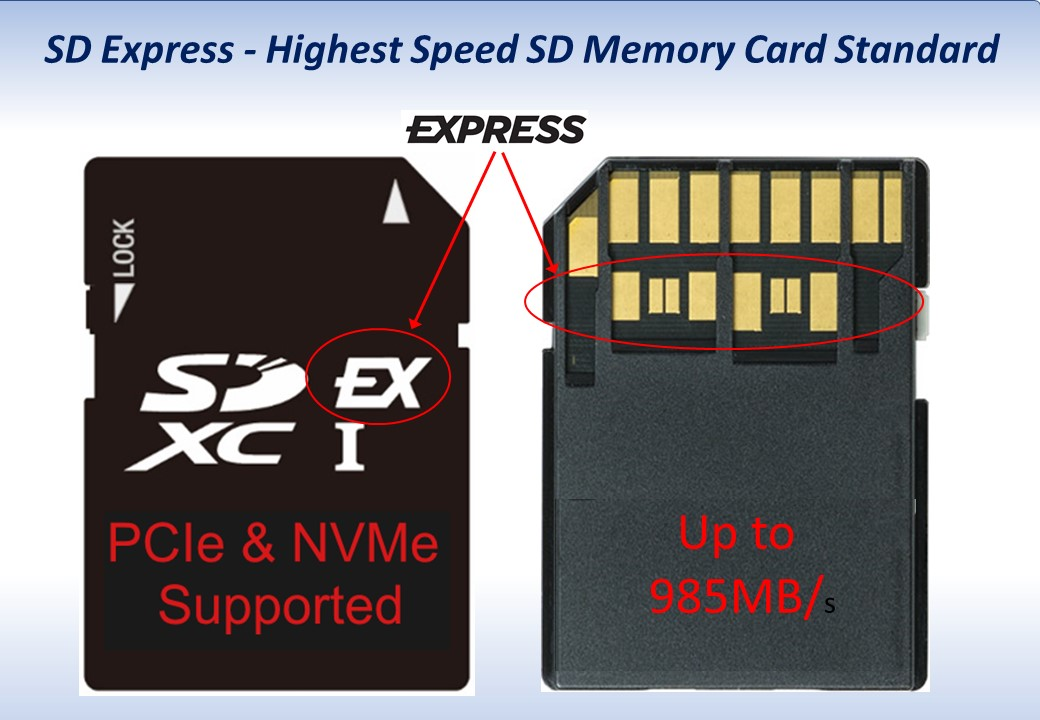
Vorder- und Kontaktseite einer SD-Express-Speicherkarte

## Ausstattungsextras

### USB-Anschluss
Seit 2005 gibt es auch SD-Karten, die über einen USB-Anschluss verfügen und ohne Adapter oder Speicherkartenlesegerät an eine USB-Buchse des Typs A angeschlossen werden.
Der USB-Anschluss ist meist durch eine Abdeckung geschützt, die weggeklappt oder abgezogen werden kann.

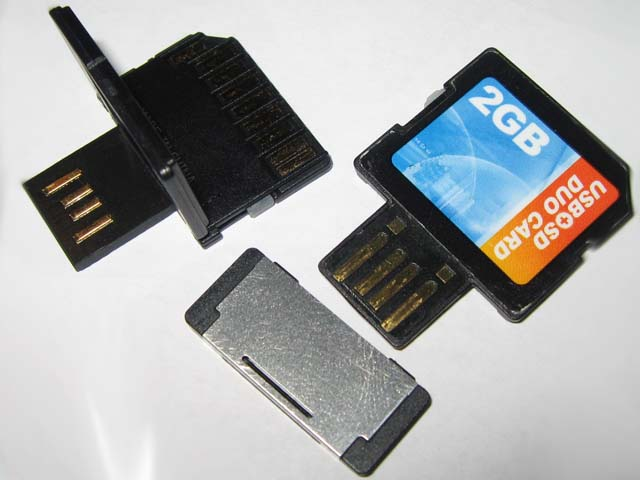
SD-Karten mit USB-Anschluss und Abdeckung
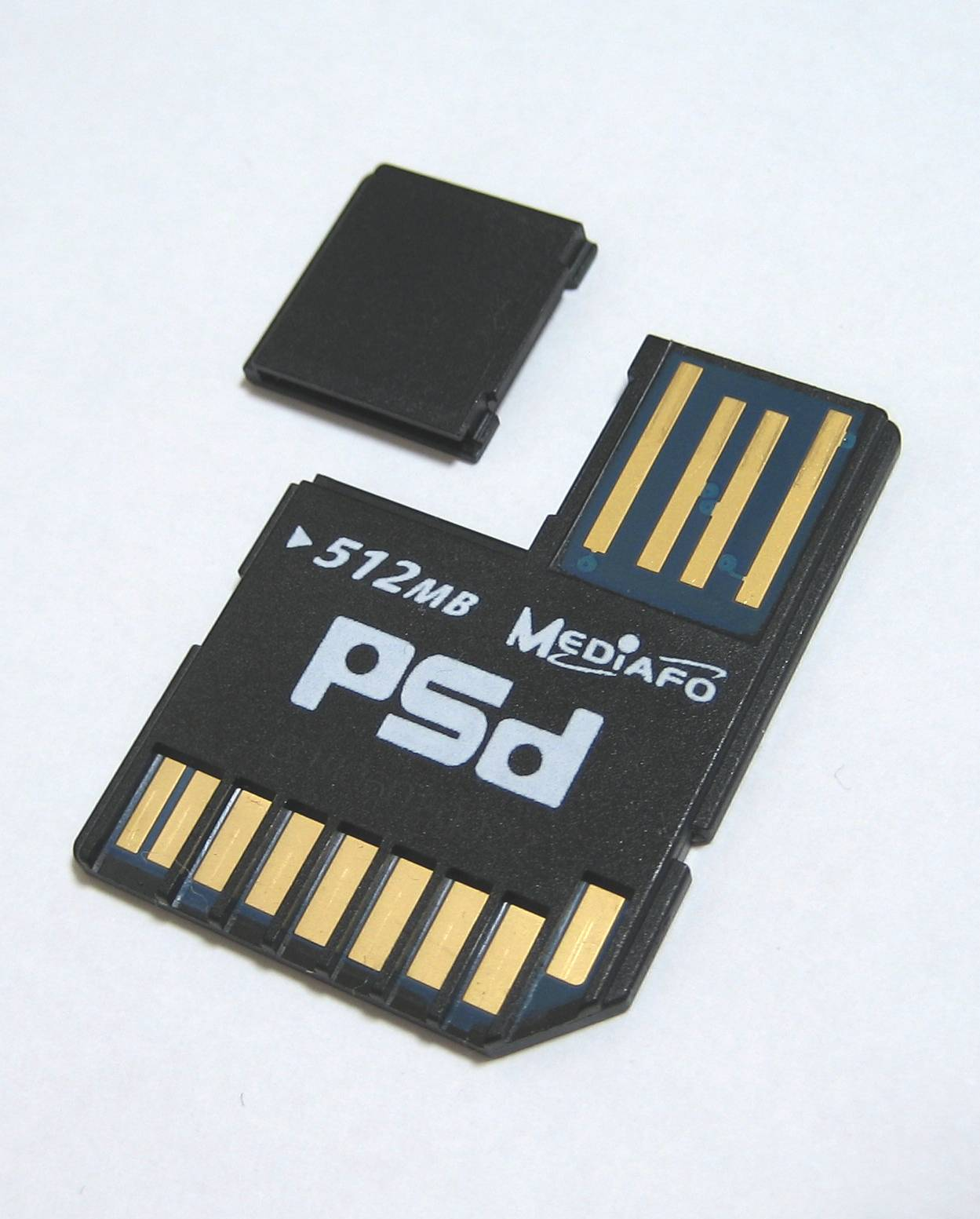
SD-Karte mit USB-Anschluss ohne Abdeckung

### WLAN
Seit Mitte 2008 gibt es SD-Karten mit interner WLAN-Funktion, unter anderem vermarktet unter Wi-Fi SD-Card von Transcend, FlashAir von Toshiba und Eye-Fi Card. Je nach Kartentyp werden PC-Synchronisation, Internet-Upload über Hotspots oder Wireless Access Points ermöglicht wie auch das Speichern der geografischen Daten des Aufnahmeortes. Dank der Abmessung von SD-Karten passen sie in übliche Kamera-Modelle. Soweit Geokoordinaten verwendet werden, entstammen sie einer Datenbank örtlicher WLAN-Stationen (Skyhook) und werden beim Durchleiten der Bilder ins Internet den Exif-Daten hinzugefügt. Diese Karten sind nicht mit jedem Gerät funktionsfähig. Karten mit diesen Funktionen haben sich am Markt nicht durchgesetzt, entsprechende Funktionen werden nun über USB realisiert.

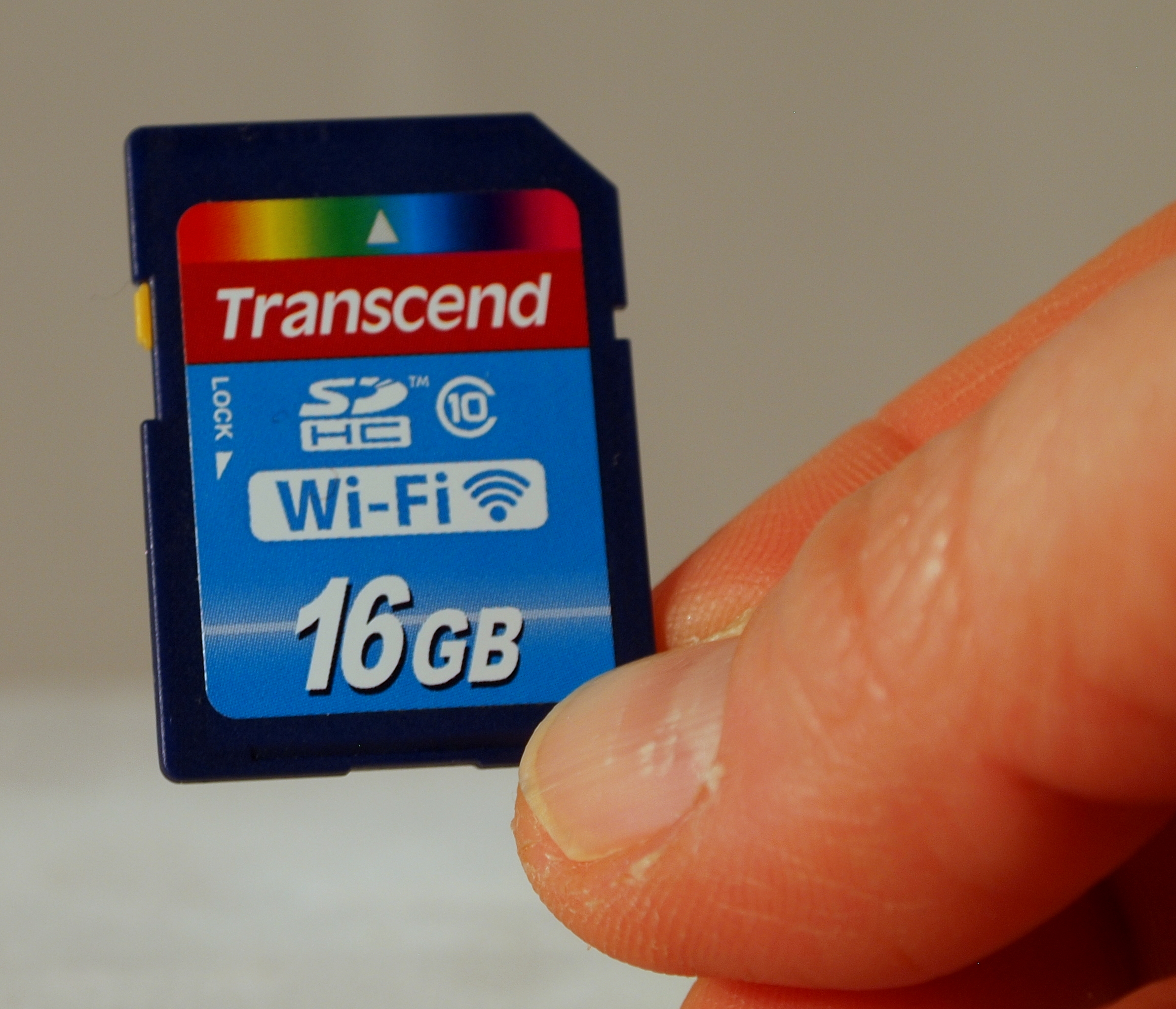
Transcend Wi-Fi 16 GB SD-Card
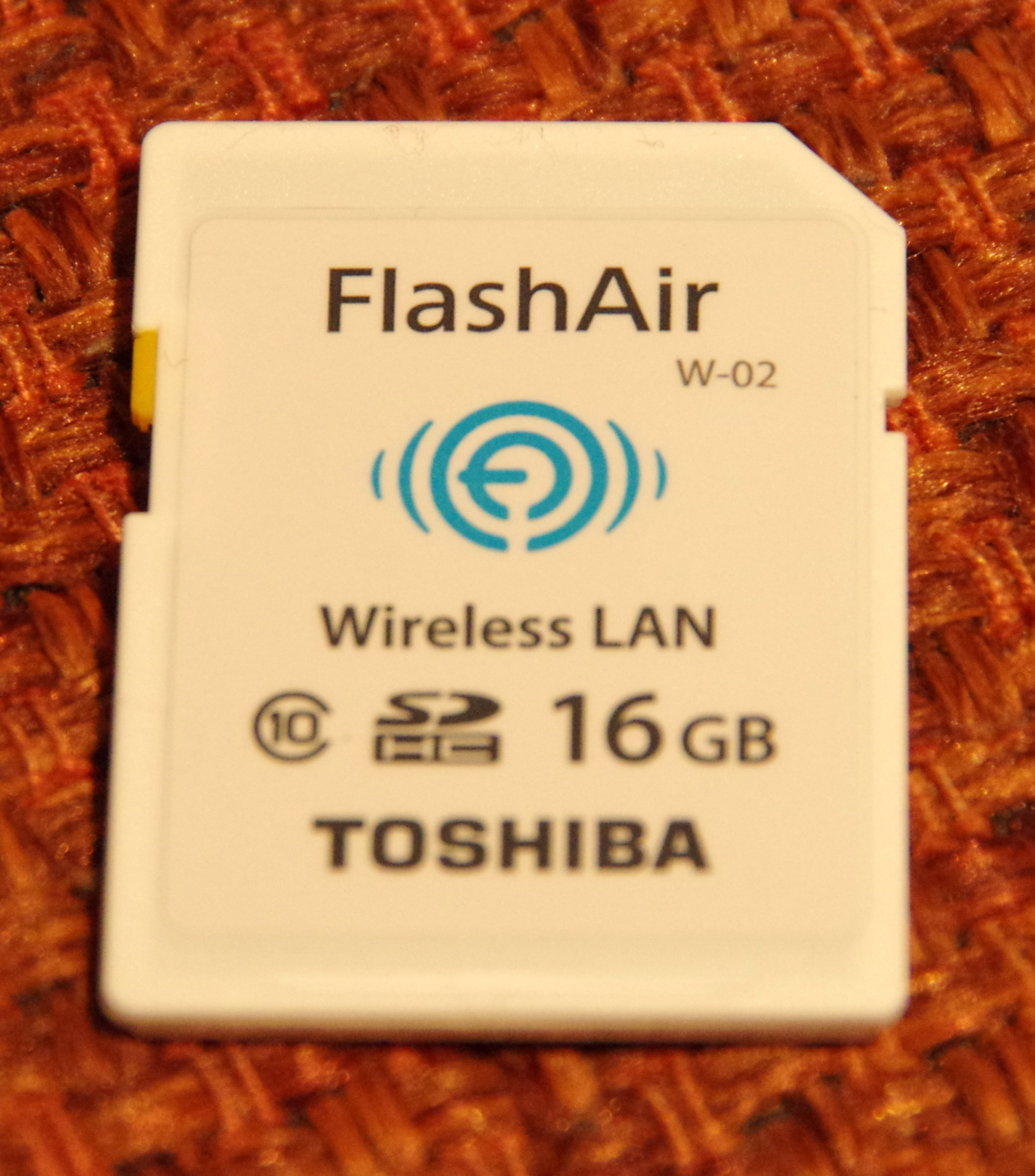
Toshiba FlashAir 16 GB SD-Card
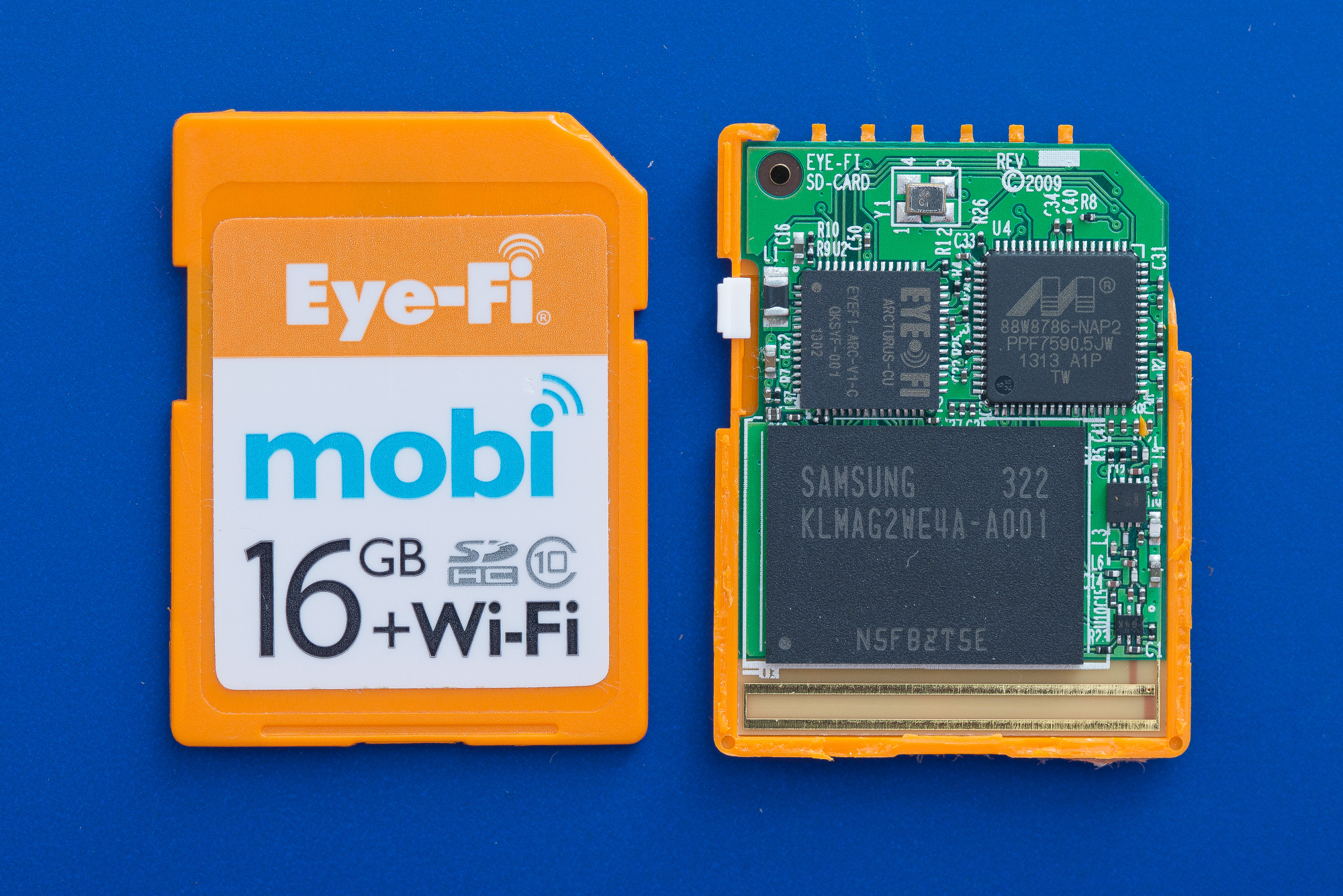
Eye-Fi Mobi 16 GB Wifi SD-Card
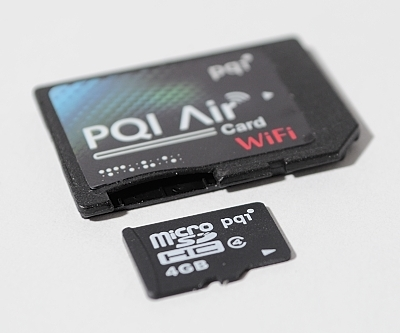
PQI air 4 GB SD-Card

## Speicherkapazität

### SD (SD 1.0 und SD 1.1)
Das Konsortium für SD-Karten definiert eine Kartenkapazität bis maximal 1 GB (SD 1.0) und 2 GB (SD 1.1) mit dem Filesystem FAT (FAT 12/16).
Karten mit einer Kapazität von 4 GB, die als SD-Karten – also nicht als SDHC-Karten – verkauft werden, entsprechen nicht den Spezifikationen.

### SDHC (SD 2.0)

Logo der SDHC-Karte

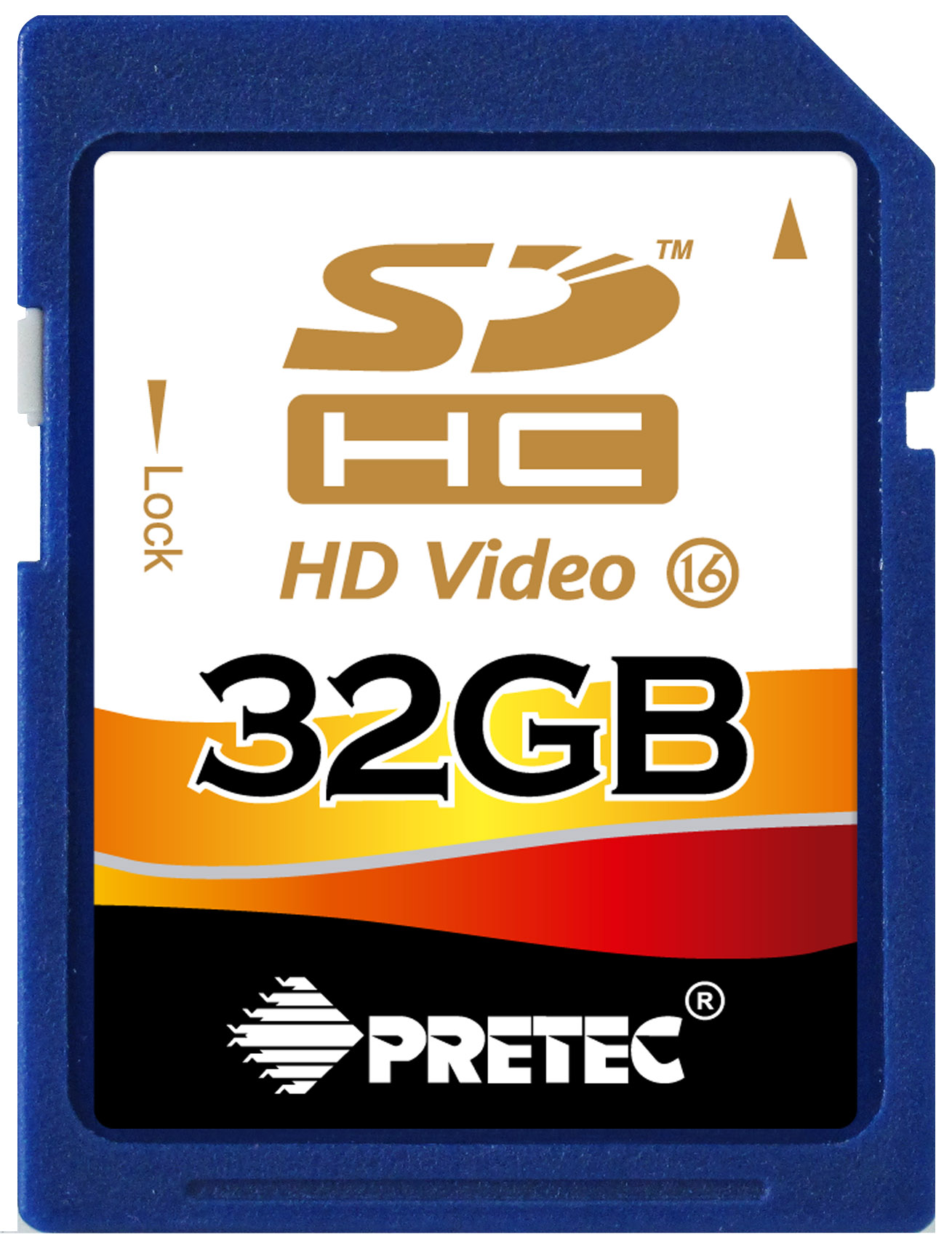
Pretec SDHC-Speicherkarte 32 GB

Diese Spezifikation macht Speicherkapazitäten bis zu 32 GB unter der Bezeichnung SDHC (von englisch Secure Digital High Capacity ‚Sichere digitale hohe Kapazität‘) möglich. SDHC-Karten funktionieren nicht in Geräten, die lediglich mit SD-Karten nach SD 1.0 oder SD 1.1 arbeiten können; die Kompatibilität muss nicht zwangsläufig deklariert sein. Die Abmessungen und die Kontakte sind denen von SD-Karten gleich.

SDHC-Geschwindigkeitsklassen-Logos

Darüber hinaus legt die SDHC-Spezifikation Geschwindigkeitsklassen fest, die gesicherte Mindestübertragungsraten für die Aufzeichnung von MPEG-Datenströmen festschreiben:
- Klasse   2:   2 MB/s
- Klasse   4:   4 MB/s
- Klasse   6:   6 MB/s
- Klasse 10: 10 MB/s

AVCHD-Kameras benötigen meist mindestens 1 MB/s, die Panasonic HDC-SD1 benötigt 13 MBit/s, also 1,6 MB/s, womit Klasse 2 ausreichend wäre. Höhere Datenraten sind vorteilhaft für die Serienbildaufnahme von Digitalkameras, sofern die Kamera höhere Datenraten schreiben kann und für die Übertragung zum PC. Nach diesem Schema sind die Klassen auf den SDHC-Speicherkarten mindestens mit einer der Zahlen 2, 4, 6 oder 10 innerhalb eines nach rechts offenen Kreises bedruckt (siehe Fotos). Die bisherigen SD-Spezifikationen sahen einen solchen für alle Hersteller allgemein verbindlichen Standard für Transferraten nicht vor.
Im August 2006 kam die erste 4-GB-SDHC-Speicherkarte auf den Markt, Anfang 2008 folgte die weltweit erste Klasse-6-Karte mit 32 GB, im Dezember 2009 die Klasse-10-Karten.
Da primär für den Gebrauch in Digitalkameras bestimmt, sind SDHC-Karten in der Regel mit dem Dateisystem FAT32 formatiert. Deshalb sind sie mit älteren Kameras, die lediglich das (bei SD-1.x-Karten übliche) FAT16-Format verstehen, nicht kompatibel. Für die Nutzung in älteren Kameras können SDHC-Karten mit FAT16 formatiert werden, was allerdings die nutzbare Kapazität auf 4 GB begrenzt. Prinzipiell sind SD-Karten (und somit auch SDHC-Karten) nicht auf das FAT-Dateisystem beschränkt. Es ist kein Problem, sie mit anderen Dateisystemen (wie etwa UFS, ZFS, ext3, NTFS oder HFS) zu verwenden, was diese Medien wegen ihrer Größe als Ersatz für USB-Sticks sowie für die Nutzung in digitalen Camcordern interessant macht. Zu beachten ist dabei jedoch, dass sie wegen mangelnder Unterstützung dieser Dateisysteme in Digitalkameras von diesen nicht angesprochen werden können und ein Kartenfehler gemeldet wird.

### SDXC (SD 3.0)

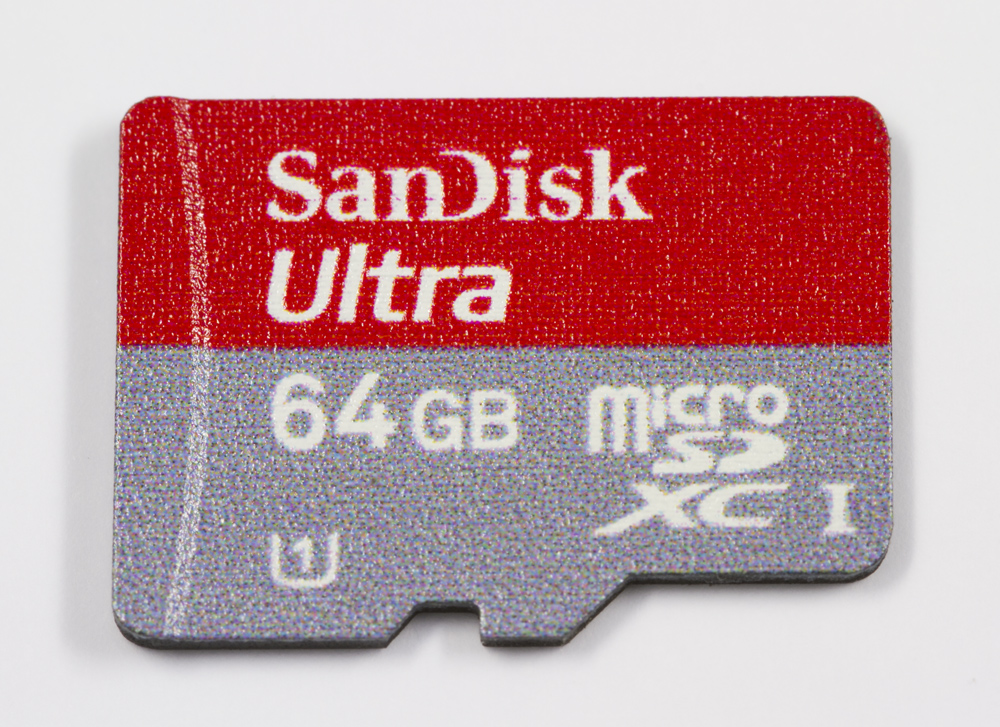
SanDisk Ultra microSDXC 64 GB, UHS-I-Bus

Logo der SDXC-Karte

Am 7. Januar 2009 wurde die SDXC-Spezifikation (von englisch Secure Digital eXtended Capacity ‚Sichere digitale erweiterte Kapazität‘) vorgestellt, die erstmals die Speicherung von wochenlangen hochauflösenden Videos, jahrelangen Fotosammlungen und monatelanger Musik ermöglichte. Die Spezifikation der SDXC  genannten Karten erlaubt eine Bruttogröße bis 2 TB (2048 GB). Die Einteilung in Leistungsklassen wurde beibehalten und reicht nun bis 300 MB/s. Es können technisch grundsätzlich alle Dateisysteme verwendet werden, erstmals schreibt die Spezifikation jedoch ein konkretes Dateisystem, Microsoft exFAT, vor.
Treiber für exFAT gibt es unter Windows 7, in Windows Vista ab Service-Pack 1, Mac OS X (ab 10.6.5) und Linux ab Kernel 5.7. Für Windows XP ist ab Service-Pack 2 ein separates Update erhältlich.
Zwecks Kompatibilität zu älteren Geräten fand auch FAT32 weiterhin Anwendung. SDXC-Karten sind zu SD- oder SDHC-Lesern jedoch nur eingeschränkt abwärtskompatibel.

### SDUC (SD 7.0 und SD 7.1)

Logo der SDUC-Karte

Der SDUC-Standard (von englisch Secure Digital Ultra Capacity ‚Sichere digitale Ultra-Kapazität‘) wurde 2018 definiert, 2019 für Micro-SD-Karten erweitert und umfasst Speicherkapazität zwischen 2 und 128 TB. Mit dem neuen Standard sind auch neue Datenübertragungsgeschwindigkeiten für SD Express und Micro-SD Express von bis zu 985 MB/s definiert worden. SDUC-Geräte sind abwärtskompatibel mit Karten nach den vorhergehenden Standards. Die Markteinführung von SDUC-Karten mit 2, 4 und 8 TB wurde 2024 wiederholt angekündigt und wird für 2025 erwartet.

## Übertragungsgeschwindigkeit
Während anfangs die Übertragungsgeschwindigkeit bei ca. 3,6 MB/s (lesen) und 0,8 MB/s (schreiben) lag, erreichten 2019 selbst preiswerte Karten eine Lesegeschwindigkeit von über 90 MB/s. Besonders schnelle SD-Karten mit UHS-II-Schnittstelle erreichten 2019 Schreib- und Lesegeschwindigkeiten von je etwa 300 MB/s. Die Werte schwanken jedoch stark und sind vom Hersteller und den zur Nutzung verwendeten Geräten abhängig.
Eine zu geringe Schreibgeschwindigkeit von Speicherkarten kann die Leistungsfähigkeit bei Geräten mit einem schnell zu bearbeitenden, hohen Datenvolumen störend begrenzen. So wird unter Umständen die für eine digitale Fotokamera spezifizierte maximale Serienbildgeschwindigkeit nicht erreicht oder beim Aufnehmen von Videos kann unter Umständen die mögliche Auflösung beschränkt sein, es zu Aussetzern kommen oder die Aufnahme abgebrochen werden. Manche Kameras erlauben während des Schreibvorgangs keine neuen Aufnahmen oder Eingaben vom Bediener.
Die maximal mögliche Übertragungsgeschwindigkeit wird häufig direkt in MB/s angegeben.
Vereinzelt, insbesondere bei SD-Speicherkarten der Marke Lexar, werden jedoch auch die bei CD-Brennern üblichen Faktoren verwendet. Sie beziehen sich dann auf die einfache (single speed) Lesegeschwindigkeit von CDs; diese beträgt 150 KiB/s. Somit hat zum Beispiel eine „2000x“ Speicherkarte eine Schreibgeschwindigkeit von 300 MiB/s.

### Geschwindigkeitsklassen
In der SD-5.1-Spezifikation sind folgende Geschwindigkeitsklassen (speed classes) als minimale Schreibgeschwindigkeiten definiert:
| sequentielle Mindestschreib- geschwindigkeit | Geschwindigkeitsklasse | Geschwindigkeitsklasse | Geschwindigkeitsklasse | Anwendung |
| sequentielle Mindestschreib- geschwindigkeit |                        | UHS                    | Video                  | Anwendung |
| -------------------------------------------- | ---------------------- | ---------------------- | ---------------------- | --- |
| 0002 MB/s                                    | Class 2 0(C2)          | –                      | –                      | SD-Videoaufnahmen (bis 576) |
| 0004 MB/s                                    | Class 4 0(C4)          | –                      | –                      | HD-ready- und Full-HD-Videoaufnahmen (von 720p bis 1080p/1080i)                                                                                     |
| 0006 MB/s                                    | Class 6 0(C6)          | –                      | 0Class 6 0(V6)         | HD-ready- und Full-HD-Videoaufnahmen (von 720p bis 1080p/1080i)                                                                                     |
| 0010 MB/s                                    | Class 10 (C10)         | Class 1 (U1)           | Class 10 (V10)         | Full-HD-Videoaufnahmen (1080p) und aufeinander folgende HD-Einzelbilder (High Speed Bus), Echtzeitübertragungen und große HD-Videodateien (UHS Bus) |
| 0030 MB/s                                    | –                      | Class 3 (U3)           | Class 30 (V30)         | 4K-Videodateien mit 60/120 fps (UHS Bus) |
| 0060 MB/s                                    | –                      | –                      | Class 60 (V60)         | 8K-Videodateien mit 60/120 fps (UHS Bus) |
| 0090 MB/s                                    | –                      | –                      | Class 90 (V90)         | 8K-Videodateien mit 60/120 fps (UHS Bus) |

### Busgeschwindigkeiten
| Bus- Schnittstelle | Kartentypen          | Bus-Logo   | Bus-Logo   | Bus-Logo   | Busgeschwindigkeit                                                                              | Spec.- Version |
| ------------------ | -------------------- | ---------- | ---------- | ---------- | ----------------------------------------------------------------------------------------------- | -------------- |
| Default Speed      | SD, SDHC, SDXC, SDUC | –          | –          | –          | 0012,5 MB/s (SDR12)                                                                             | 1.01           |
| High Speed         | SD, SDHC, SDXC, SDUC | –          | –          | –          | 0025 MB/s (SDR25)                                                                               | 1.10           |
| UHS-I              | SDHC, SDXC, SDUC     | SDHC · I   | SDXC · I   | SDXC · I   | 0050 MB/s (SDR50, DDR50) 0104 MB/s (SDR104)                                                     | 3.01           |
| UHS-II             | SDHC, SDXC, SDUC     | SDHC · II  | SDHC · II  | SDHC · II  | 0156 MB/s (Full Duplex) 0312 MB/s (Half Duplex)                                                 | 4.00 4.10      |
| UHS-III            | SDHC, SDXC, SDUC     | SDHC · III | SDHC · III | SDHC · III | 0312 MB/s (Full Duplex) 0624 MB/s (Full Duplex)                                                 | 6.00           |
| SD Express         | SD-Express           | SDHC · I   | SDXC · I   | SDXC · I   | 0985 MB/s (PCIe Gen.3 × 1 Lane)                                                                 | 7.00           |
| SD Express         | SD-Express           |            |            |            | 1970 MB/s (PCIe Gen.3 × 2 Lane, 1970 MB/s (PCIe Gen.4 × 1 Lane) 3940 MB/s (PCIe Gen.4 × 2 Lane) | 8.00           |

#### UHS-I (SD 4.00)
Am 23. Juni 2010 wurde die Klassifizierung für das Bus-Interface „UHS“ (englisch Ultra High Speed) vorgestellt. Der UHS-I mode ist im SD Bus I/F der Nachfolger des bisherigen Normal Speed mode (Speed Classes 2, 4 und 6) sowie High Speed mode (Speed Class 10). Auf der IFA 2010 wurden erste UHS-I-SD-Speicherkarten vorgestellt sowie von der SD Association die Entwicklung von SD 4.00 bekanntgegeben.

#### UHS-II (SD 4.10)
Am 16. Juli 2013 kündigte Toshiba als erstes Unternehmen SDHC- und SDXC-Speicherkarten mit UHS-II-Schnittstelle und der aktualisierten Spezifikation 4.10 an. Diese bietet bis zu 312 MB/s Übertragungsgeschwindigkeit, das neue Bussystem heißt UHS-II I/F und macht neue Kontakte auf der SD-Speicherkarte notwendig. Der Standard sowohl aufwärts- als auch abwärtskompatibel. Karten mit den zusätzlichen Kontakten können von älteren Geräten gelesen und beschrieben werden, jedoch erreichen sie in diesem Fall nicht die maximal möglichen Geschwindigkeiten. Beim Stand Februar 2019 waren 27 Kameras und über 50 SD-Speicherkarten mit UHS-II-Schnittstelle verfügbar.

#### UHS-III (SD 6.00)
Seit der Ankündigung des Standards ist noch keine UHS-III-SD-Karte auf dem Markt erschienen oder angekündigt worden. Es existieren auch keine Geräte, die entsprechend diesem Standard ausgerüstet sind.

#### SD Express Memory Card  (SD 7.0 und SD 7.1)
Im Juni 2018 wurde SD Express mit einer Geschwindigkeit von bis zu 985 Megabyte pro Sekunde spezifiziert. Für diese hohen Datenraten ist zusätzlich eine PCI-Express-Schnittstelle der dritten Generation in die Speicherkarten integriert, die mittels des Software-Standards NVM Express (NVMe) über die Kontakte der UHS-II-Spezifikation angesteuert werden kann. Die Ansteuerung über die deutlich langsamere UHS-I-Schnittstelle ist nach wie vor möglich, so dass die Abwärtskompatibilität gewahrt ist. Geräte mit UHS-II-Schnittstelle können nur über die UHS-I Schnittstelle kommunizieren und büßen damit ihren möglichen Geschwindigkeitsvorteil gegenüber UHS-I ein. Die ersten SD Express Memory Cards erschienen gegen Ende 2021 auf dem Markt.
Das microSD-Express-Format für Smartphones und andere Geräte überträgt Daten mit bis zu 985 MB/s durch die Schnittstellen NVMe 1.3 und PCIe 3.1. Mit dem Low-Power-Modus von PCIe 3.1 können die Karten mit 1,8 statt 3,3 Volt Spannung betrieben werden. Solche Karten werden mit Lv (für low voltage) gekennzeichnet. Im Lv-Modus verbrauchen sie in entsprechenden Geräten weniger Strom als bisherige microSD-Karten.

#### SD Express Memory Card (SD 8.0)
Der Standard für diese Karten wurde 2020 festgelegt. Gegenüber der vorherigen Spezifikation können diese Karte bis zu zwei PCI Gen 3 oder 4 Lanes benutzen. Mit PCIe Gen.4 × 1 Lane oder PCIe Gen.3 × 2 Lane sind diese Karten bis 1970 MB/s spezifiziert, mit PCIe Gen.4 × 2 Lane für 3940 MB/s.

#### SD Express Memory Card (SD 9.0 und 9.1)
Mit SD 9.0 und 9.1 wurde SD Express Speed Class neu eingeführt. Diese Geschwindigkeitsklasse bezeichnet eine Mindestdatenrate, die die Gerätehersteller angeben können, und die von der SD-Express Karte sicher bewältigt werden muss. Es gibt nun die SD Express Speed Class 150, 300, 450, 600. Dieses bedeutet eine konstante minimale Datentransferrate für Lesen und Schreiben gleichzeitig von 150, 300, 450, 600 Megabytes / Sekunde. Dabei können bis zu 8 verschiedene Prozesse gleichzeitig lesen oder schreiben. Für die Definition ist dabei unerheblich, ob PCI Gen.4 oder Gen.3 eingesetzt wird, die Karte muss die Rate auch mit dem langsameren PCI Gen.3 erreichen können. Diese Geschwindigkeitsklassen kommen jedoch bei der Benutzung der UHS-I Schnittstelle nicht zur Anwendung. Bedeutsam sind diese Definitionen für Geräte, die gleichzeitig mehrere Datenströme verarbeiten, oder auf die von mehreren Prozessen zugegriffen wird. Beispielsweise könnte eine Kamera zugleich Daten speichern, während mehrere Benutzer gleichzeitig Daten von der Karte lesen. Neu definiert ist ein Energie- und Temperaturmanagement, bei der die Karte von sich aus die Übertragungsrate und die Betriebsspannungen einstellen kann, um eine bessere Energieeffizienz zu erreichen und zugleich die Temperaturen im Chip unterhalb bestimmter Schwellenwerte zu halten. Neu definiert sind auch Spezifikationen für Anwendungen mit mehreren Datenströmen gleichzeitig.

### Anwendungsleistungsklassen

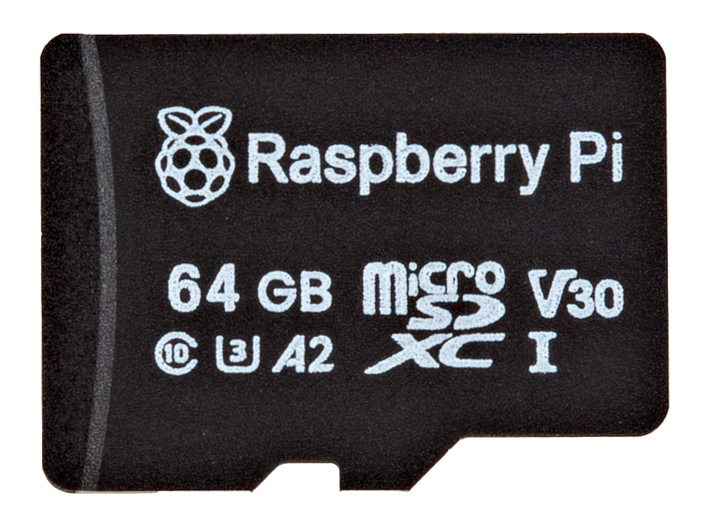
Eine 64 GB microSDXC Karte von Raspberry Pi (Speed Class 30, UHS-I, UHS Speed Class 3, Video Speed Class V30 und Application Performance Class 2)

Die Spezifikationen für A1 und A2 sind in SD 5.1/SD 6.0 festgelegt. Die Anwendungsleistungsklasse bestimmt die Leistung der Karte, wenn viele Prozesse gleichzeitig oder innerhalb kurzer Zeit auf die Karte zugreifen wollen. Dieses kann z. B. für Smartphones oder Embedded-Systeme eine Rolle spielen. Die Anwendungsleistungsklasse wird durch mehrere Faktoren beeinflusst: die Lese- und Schreibgeschwindigkeit, die Zugriffszeit für zufällige Speicherblöcke und die Fähigkeiten des Kartencontrollers. Karten der Anwendungsleistungsklasse A1 oder A2 erlauben bei entsprechendem Betriebssystem den Betrieb von Apps direkt auf Kartenspeicher. Karten mit A2 müssen nicht nur die höheren Werte erreichen, sondern zusätzlich die Funktionen Command Queuing, Cache und Self-Maintenance ausführen können.
Command Queuing erlaubt dem Host bis zu 32 Befehle an den Controller zu senden, noch bevor der erste Befehl abgearbeitet worden ist. Der Host Controller kann mittels eigener Logik beispielsweise mehrere Befehle zusammenfassen oder die Reihenfolge ändern und damit die Ausführung optimieren.
Mit Self Maintenance kann z. B. die Karte selbstständig ihre Speicherblöcke neu organisieren, solange vom Gerät keine Lese- oder Schreiboperationen ausgeführt werden.
Für die Funktion Cache braucht die Karte einen separaten Speicherblock aus DRAM, der einen schnelleren Datenzugriff als der Flash-Speicher erlaubt. Wenn der Host abgeschaltet wird, kann er mit der Cache-Funktion ein Signal zum Leeren des Cache an die Karte senden, dann werden alle noch nicht gesicherten Daten innerhalb von maximal einer Sekunde auf den Flash-Speicher geschrieben und somit Datenverlust verhindert.
| Anwendungsleistungsklasse | sequentielle Mindestschreibgeschwindigkeit | Minimale Geschwindigkeit bei zufälligem | Minimale Geschwindigkeit bei zufälligem |
| Anwendungsleistungsklasse | sequentielle Mindestschreibgeschwindigkeit | Lesen                                   | Schreiben                               |
| ------------------------- | ------------------------------------------ | --------------------------------------- | --------------------------------------- |
| Class 1                   | 10 MB/s                                    | 1500 IOPS                               | 0500 IOPS                               |
| Class 2                   | 10 MB/s                                    | 4000 IOPS                               | 2000 IOPS                               |

### Mittlere Zugriffszeit
Die mittlere Zugriffszeit gibt die Zeit an, die von der SD-Karte benötigt wird, um einen bestimmten Speicherbereich zum Lesen oder zum Schreiben zu finden. Für moderne Systeme wird ein Wert von unter 12 ms empfohlen. Für den Lesezugriff ist das bei fast allen SD-Karten gegeben.

## Haltbarkeit
Flash-Speicher ist nicht unbegrenzt oft beschreibbar, aber alle Karten haben einen Algorithmus zur Maximierung der Nutzungszeit. Dabei werden Schreibzugriffe auf einen logischen Block des Mediums auf wechselnde physische Speicherbereiche umgelenkt (englisch wear leveling ‚Verschleißnivellierung‘), so dass beispielsweise das häufige Schreiben von Dateisystemtabellen nicht immer auf denselben Speicherzellen stattfindet und diese frühzeitig unbrauchbar machen kann. Allerdings sind die verwendeten Verfahren in der Regel nicht offengelegt und auch selten auf den Produkten vermerkt. Die geschätzte Lebensdauer wird bei SLC-NAND-Chips mit 1.000.000, beim Einsatz von MLC-NAND-Chips mit 100.000 Schreibvorgängen angegeben. Lesezugriffe auf Flash-Speicher sind unbegrenzt möglich. Überwachungskameras schreiben ununterbrochen Videodaten auf die Karte, die somit einem erhöhten Verschleiß ausgesetzt ist. Für diesen Einsatz gibt es spezielle Modelle mit einer höheren Zahl von Schreibzyklen.
Neben der Begrenzung durch Schreibvorgänge kann eine SD-Karte auch andere Defekte aufweisen. Dazu zählen neben Ausfällen durch Alterung genauso elektrische Schäden (durch Elektrostatische Entladung fällt häufig der Kartencontroller und nicht der Flashspeicher aus), eindringende Feuchtigkeit und mechanische Schäden (durch Steckvorgänge, Abnutzung der Kontakte, Verbiegungen bzw. Auseinanderbrechen der Karte). Einige Hersteller bewerben Karten, die besonders gegen Umwelteinflüsse resistent sind oder eine höhere mechanische Stabilität aufweisen.

## Nutzung

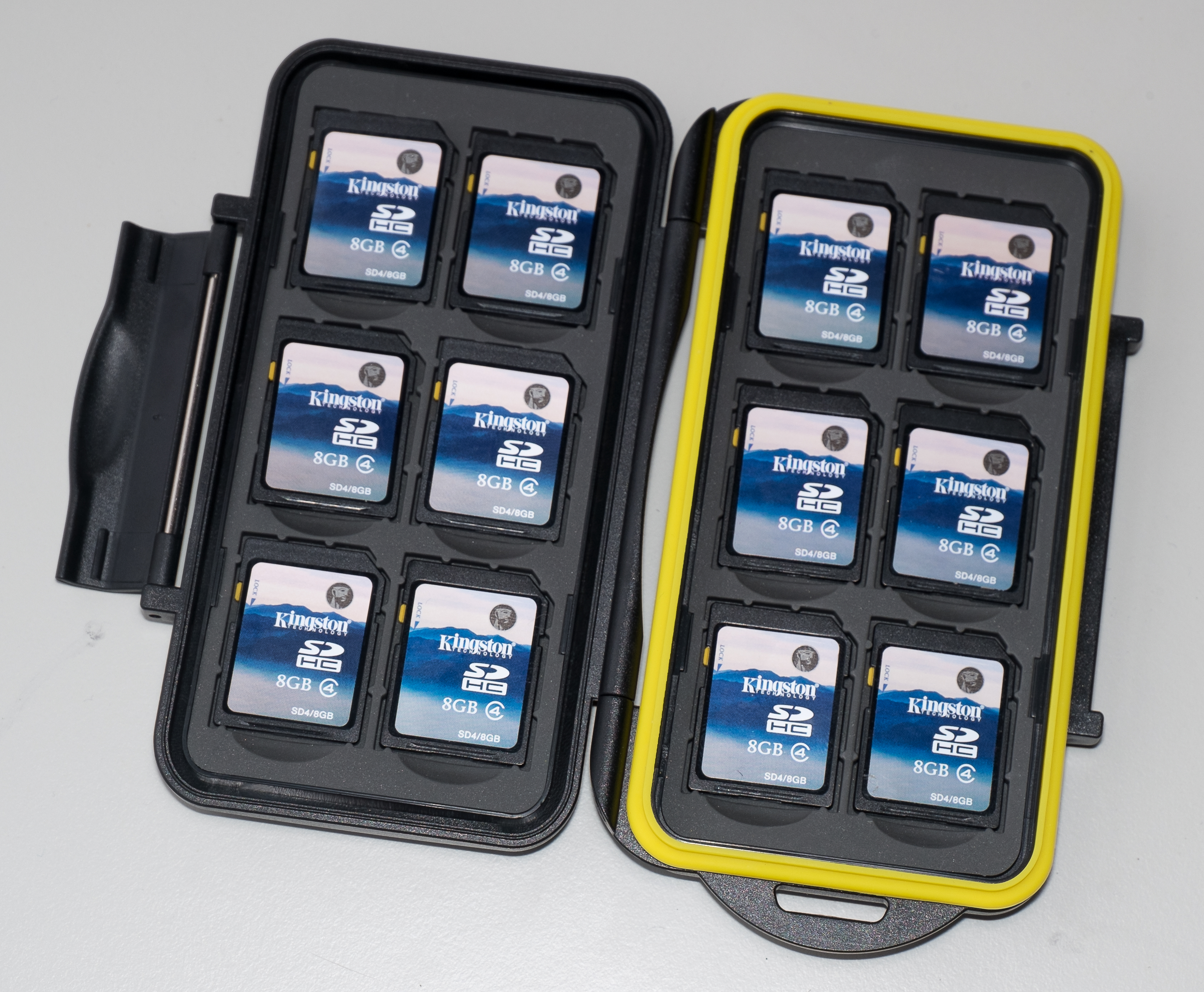
Wasserdichte Aufbewahrungsbox für SD-Karten

SD-Karten werden in vielen verschiedenen Geräten eingesetzt. Häufig kommen sie zur Aufnahme von Fotos in Digitalkameras, in MP3-Playern zur Wiedergabe von MP3-Dateien und in Smartphones und PDAs für unterschiedliche Anwendungsbereiche zum Einsatz. Mobile Navigationssysteme verwenden SD-Karten zum Abspeichern des Landkartenmaterials, ferner verwenden einige Handheld-Konsolen und E-Book-Reader SD-Karten, auch viele elektronische Musikinstrumente und DJ-Gerätschaften benutzen SD-Karten als Speicher.
Abgesehen von der Digitalfotografie mit hohen Auflösungen und schneller Bildfolge oder der Aufnahme von Videos in hoher Auflösung, ist für die meisten Geräte und Anwendungszwecke die Verwendung von SD-Karten mit hoher Schreibgeschwindigkeit („high speed“) nicht erforderlich. SDIO-kompatible Steckplätze (SDIO steht für „SD Input/Output“) ermöglichen auch den Anschluss anderer Peripherie (Radio, Kamera, WLAN).

## Kompatibilität

### MMC und SD

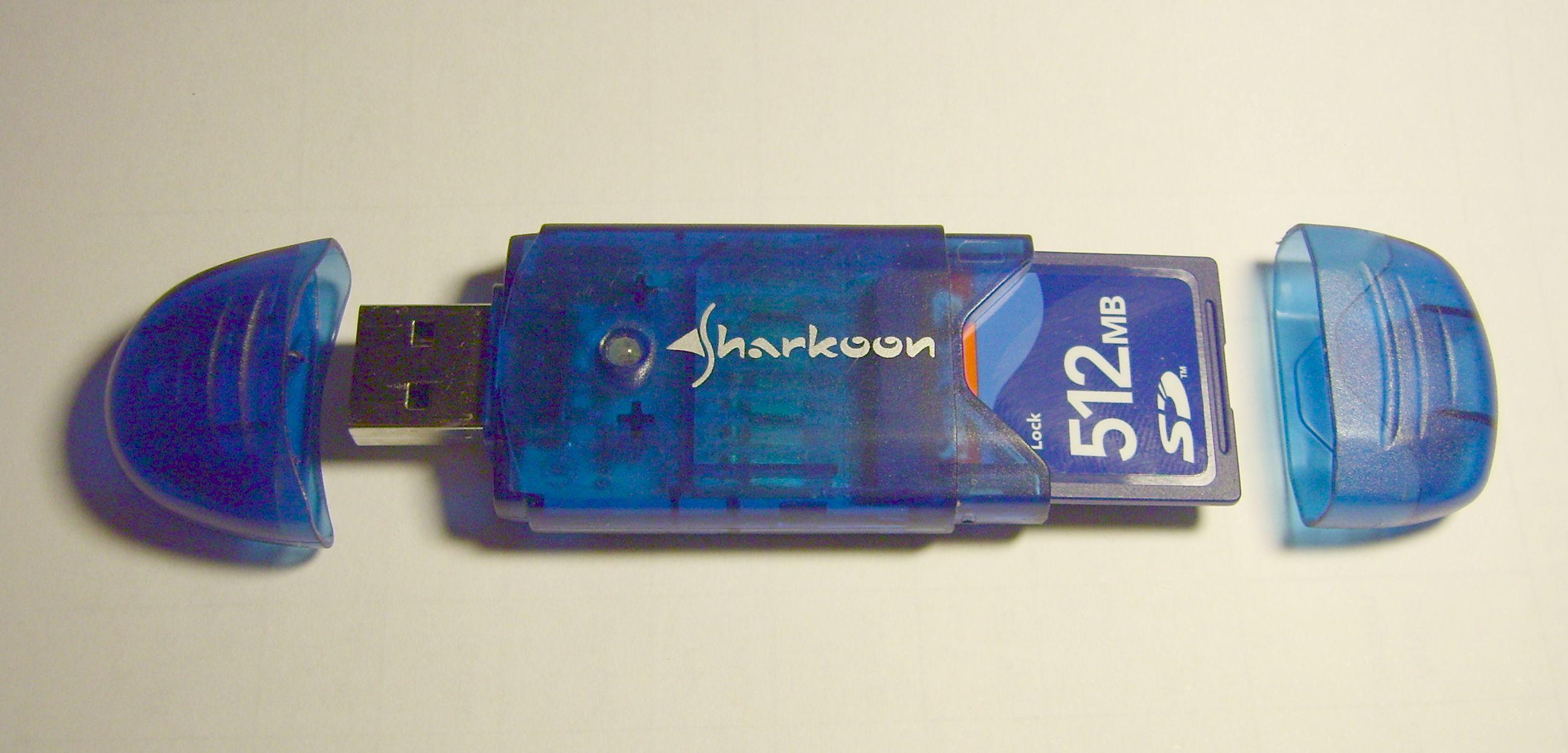
USB-Kartenleser für SD- und MMC-Karten

Geräte mit SD-Steckplatz sind meist abwärtskompatibel zu MMC-Karten. So lassen sich MMCs meist auch in Geräten betreiben, die für die SD-Memory-Card ausgelegt sind. Allerdings können schnelle MMC-Karten in reinen SD-Karten-Lesern nicht mit voller Geschwindigkeit angesprochen werden; dafür ist eine vollwertige MMC-Unterstützung nötig (siehe dazu auch Befehlsschnittstelle und Kompatibilität im MMC-Artikel).
Das Betreiben von SD-Karten in Geräten, die nur für MMC ausgelegt sind, ist hingegen nicht möglich. Um Fehlbenutzungen zu vermeiden, haben SD-Karten ein dickeres Gehäuse als MMC-Karten. Daher passen SD-Karten wegen ihrer Dicke normalerweise nicht in reine MMC-Steckplätze.

### SD, SDHC, SDXC und SDUC
SDHC-, SDXC- und SDUC-Karten funktionieren nicht in Geräten, die lediglich mit SD-Karten arbeiten können. Da das nicht immer auf den Geräten vermerkt ist, sollte man das Zusammenspiel von Karte und Lesegerät vor dem Kauf testen. Geräte, die explizit einen neueren Standard unterstützen, sind aber immer abwärtskompatibel – das heißt zum Beispiel, dass in SDUC-Kartenlesern zusätzlich auch SDXC-, SDHC- und SD-Karten funktionieren.
In verschiedenen (Host-)Geräten des Standards SD 1.0 werden SD-Karten mit 2 GB oder größer nur mit der Kapazität von 1 GB angezeigt und partitioniert. Geräte, die nur SD-1.0-Industriestandard unterstützen (vor allem ältere Kartenleser), lesen 2-GB-Karten manchmal, verursachen aber Fehler im Speicherbereich über 1 GB. Nicht nach SD-1.0- oder SD-1.1-Industriestandard ausgelegte SD-Karten (4 GB) sind mit SD-1.0-Geräten nicht kompatibel, außerdem funktionieren sie auch in einigen SDHC-Geräten nicht.
SDHC-kompatible Host-Hardware (z. B. Kartenleser) ist zu SD-Karten abwärtskompatibel. Zum neueren SDXC-Standard sind SDHC-Kartenleser nur eingeschränkt kompatibel, denn zum einen muss die Firmware des Geräts bzw. das Betriebssystem des Computers exFAT unterstützt, zum anderen gibt es keine Garantie dafür, dass SDXC-Karten einwandfrei in SDHC-Kartenlesern funktionieren, da sie nie damit getestet und nicht dafür zertifiziert wurden. Möglicherweise bieten Hersteller für ihre Geräte entsprechende Firmware-Updates an, um sie SDXC-fähig zu machen. Prinzipiell können auch SDXC-Karten bis 2 TB mit dem Dateisystem FAT32 formatiert werden, was aber keine Aussage darüber zulässt, ob derartige SDXC-Karten auch in SDHC-Geräten tatsächlich funktionieren. Als Anwender, der das dennoch versucht, ist man für Datenverlust und Beschädigungen jedenfalls selbst verantwortlich.
SDUC-Karten werden von Geräten der älteren Standards nicht akzeptiert und können nur in SDUC-Geräten benutzt werden.

## Fälschungen

Gefälschte generische microSD-Karte mit Phantasielogo

Es sind Speicherkarten auf dem Markt, die …
- … nicht die Kapazität besitzen, die sie zu haben behaupten (per Aufdruck sowie gegenüber dem Betriebssystem). Wird dann beim Speichern die tatsächliche Speicherkapazität überschritten, gehen zwingend Daten verloren.
- … nicht die angegebene Schreib- oder Leserate erreichen. Meist werden langsamere Karten eines namhaften Herstellers oder minderwertige Karten von Noname-Herstellern zu Hochleistungskarten umgelabelt.
- … nicht vom angegebenen Hersteller stammen. Das tritt meist in Verbindung mit den ersten beiden Punkten auf.
- … Phantasielogos tragen, die Leistungen suggerieren sollen, welche die Karte nicht erfüllt.

Da die Gewinnspanne bei Fälschungen teurer Karten am größten ausfällt, werden vorzugsweise die aktuell schnellsten und/oder mit größter Kapazität ausgestatteten Speicherkarten namhafter Markenhersteller gefälscht. Angebote deutlich unter dem Marktpreis von etablierten Händlern können ein Hinweis auf gefälschte Produkte oder sonstige illegale Praktiken sein.

### Falsche Kapazität
Ein Betriebssystem hat keine Möglichkeit, beim Anschluss eines Speichergeräts sofort zuverlässig dessen tatsächliche Speicherkapazität festzustellen. Es verlässt sich daher auf die Selbstauskunft, die das Speichergerät bei der Einbindung übermittelt. Betrüger kaufen billige Speicherkarten geringer Kapazität ein und manipulieren deren Firmware, so dass die Karte dem Betriebssystem eine wesentlich höhere Kapazität angibt, als sie tatsächlich besitzt. Sie lässt sich auch mit der angeblichen Kapazität formatieren, ohne dass eine entsprechende Fehlermeldung erscheint. Doch wenn beim Schreiben die tatsächliche Kapazität überschritten wird, kommt es unweigerlich zu Datenverlust, der allerdings erst beim nächsten Auslesen erkannt wird. Beim Schreibvorgang wird kein Fehler gemeldet, da die Karte gegenüber dem Betriebssystem angibt, die Daten abgespeichert zu haben.
Es wurden sogar schon Karten gefunden, die überhaupt keinen tatsächlichen Speicher besaßen und damit sämtliche darauf (vermeintlich) gespeicherten Daten verwarfen. Auch das erzeugt keine Fehlermeldung, da das Betriebssystem des Rechners zunächst davon ausgeht, dass an die Karte gesendete Daten dort ordnungsgemäß abgelegt werden.

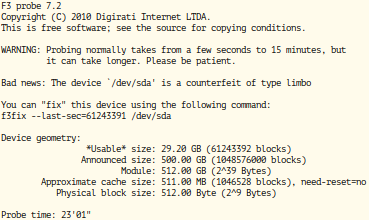
Ausgabe von f3probe für einen auffallend billigen USB-Stick, der statt der angegebenen 512 GB nur 29,2 GB nutzbare Speicherkapazität besitzt.

Erkennen lassen sich solche Fälschungen mit Software, die durch Schreiben und Auslesen von Testdaten die tatsächliche Kapazität des Datenträgers ermittelt, beispielsweise:
- H2testw für Windows-Systeme[34]
- f3 Fight Flash Fraud für Linuxsysteme[35]

Bei diesen Tests wird das Speichermedium zunächst mit wechselnden Inhalten bis zur Vollmeldung gefüllt, anschließend werden die Daten wieder ausgelesen. Sobald die gelesenen Daten nicht den zuvor geschriebenen entsprechen, gibt das Programm eine Meldung aus. Weil einige Fälschungen beim Auslesen nichtexistenter Bereiche einfach Inhalte eines beliebigen Speicherbereichs ausgeben, reicht es nicht aus, das Medium nur vollzuschreiben; der Test muss durch systematisch wechselnde Dateninhalte sicherstellen, dass die ausgelesenen Daten auf Vollständigkeit und Folgerichtigkeit überprüft werden können.
Der Linux-Befehl badblocks kann die angeführten Fälschungskonzepte nicht erkennen, da er überall dieselben Testdaten schreibt.

### Falsche Schreib-/Lesegeschwindigkeit
In diesen Fällen liegt die tatsächliche Übertragungsrate (Schreib-/Lesegeschwindigkeit) des Mediums deutlich unter dem angeblichen Wert. Die Klasseneinteilungen der Karten (Class, UHS Class) entsprechen Mindestwerten der sequentiellen Schreibgeschwindigkeit, wobei eine deutlich niedrigere Schreibgeschwindigkeit ein Indiz für eine Fälschung sein kann. Allerdings kann die tatsächliche Übertragungsgeschwindigkeit auch von anderen Faktoren begrenzt sein, wie der verwendeten Schnittstelle (z. B. USB), dem Kabel oder dem Kartenleser.